# 日本庭園

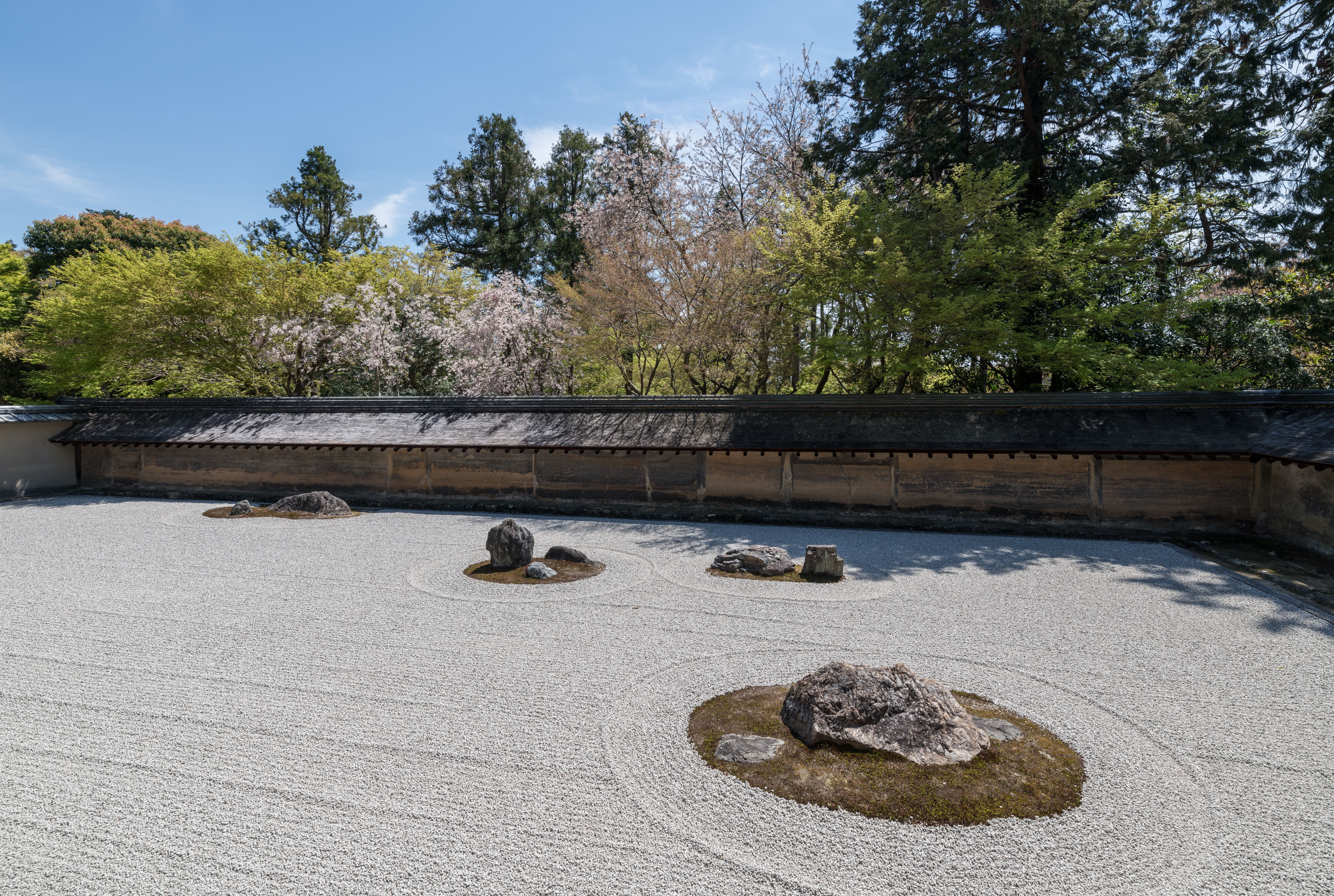
砂庭式枯山水（龍安寺方丈石庭）

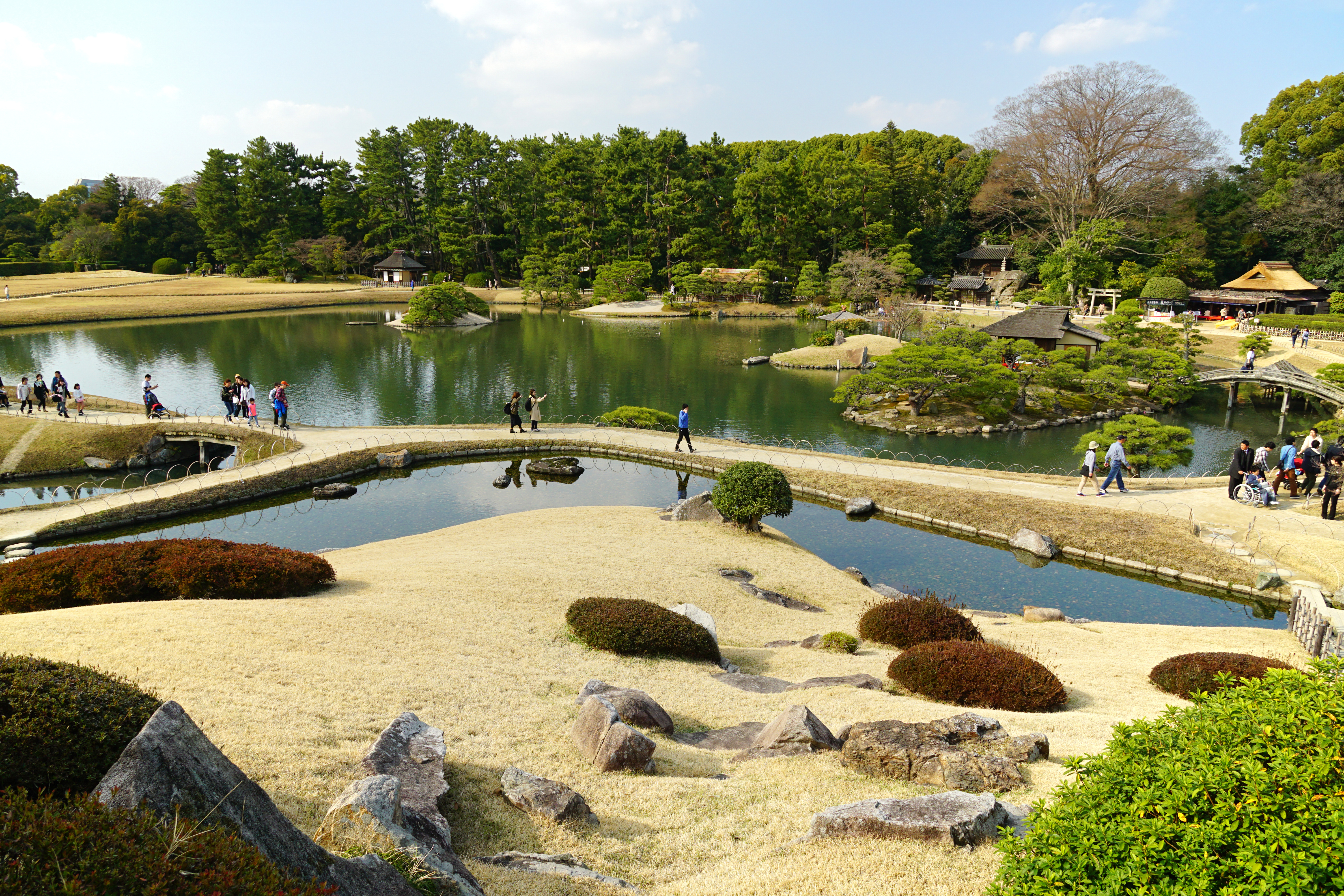
池泉回遊式（後楽園）

日本庭園（にほんていえん）は、日本の伝統的な庭園である。和風庭園（わふうていえん）ともいう。和風庭園の呼称は、現在実際に造園される通常の日本庭園を昨今の洋風庭園と区別するため和風庭園と呼ばれる場合もある。

## 特徴
日本庭園は寺院にあるものや、大名屋敷の庭園（庭園跡）などがあり、そのほかでは近代日本の政治家・実業家の邸宅（邸宅跡）の他に、公共施設やホテルの敷地に造られたものもある。
日本庭園の構成としては、池を中心にする。その上に土地の起伏を生かす、築山を築い、自然石としての庭石や草木を配し、四季折々に観賞できる景色を造型するのが一般的である。水が深山から流れ出し、大きな流れになってゆく様子を表現する手法や、石を立て、また石を組合せることによる石組表現、宗教的な意味を持たせた蓬萊山や鶴島・亀島などに見立てる手法が多く用いられる。池や流れを渡る通路には太鼓橋、飛び石、まれに八ツ橋などが使われる。また、庭園内には灯籠、東屋（あずまや）、茶室なども配置される。
枯山水と称される水無しの庭園もあるが、白砂で水の流れを真似することから、日本庭園にはやはり水が不可欠のものであるという考えがひそむ。石・砂・植栽などで山水の雄大さを象徴し、室町時代以降は禅宗の思想とも結びつき、山の奥の禅寺に多く造られた。江戸期以降になると庭園内のみならず庭園外の景色を利用する借景という手法も広く用いられる。

## 建築様式の多様性
日本の庭園様式の変遷をひもとけば、中国大陸で流行する仏教・禅宗や儒教などの思想と緊密に粘っており、庭のデザインは各所有者の思想に従ってどんどん変化していく。
磯崎新は日本の庭園が特に海などをメタファーにすることにつきるように思われるのは「見立て」というメタファー発生装置を作り上げたためだと述べている。作庭記の記述も池泉やそれらを表現するための石組みなどでも海など、自然をメタファーとして表現し、見立てによって縮景を行う作庭手法を伝聞する。このようなメタファーを用いたのは、それが表現するものを不特定多数の人に伝える浄土式や神仙などのような古来の思想を含んだ庭には表現すべきモデルとしての、斎庭などの儀式の庭はその場の神や同調者とが、禅寺の庭も景を修行のひとつである思想を持つ人々が共有する景が必要であるからとされる。
建築から外部空間の問題は近代期の日本においては逆説的とされる。これは日本の伝統的な建築的風土は外部空間を自明なものとして現前させているからである。近代建築のように様式の縛りがなくなり、すべての空間構成要素は等価となり、べつの空間構成言語として外部空間は意識されると、近代建築のフィルターをとおして日本の伝統的空間対する理解を深めていったモダニストの建築では外部空間の重要性に気付き、これを自らの空間表現の俎上に載せたのである。それを建築家堀口捨己は意識的に挙げている。

## 自然と建築の一体化
堀口は明治大学工学部建築学科での造園論の講義の中で、日本庭園の起源としての自らの庭園観を披露している。このとき従来の庭園イメージとは異なる庭園について述べるといって、3つの要素、古代の古墳、厳島神社、皇居の堀端を上げている。そこでは建築も、庭園も自然もそれらが寄り集まって、ひとつの何か空間構成、スペースデザインというような言葉に適合するような非常に大きな空間を構成していると述べている。
すなわち庭園を庭園と建築とに分割してしまうのではなく、建築や自然さらには敷地が持つ雰囲気をも含めた総合的で都市計画的な空間構成を持って庭園とみなしている。1934年に発表した岡田邸は洋室部分と和室とを外部空間である庭で媒介している。家と庭をつなぐ月見台が、南面した広間から延び、そこから秋草の庭へと空間が遷移し、建物を外部へと開く魅力的な場所を提供している。こうした空間構成は堀口の戦後の作品にもみられる。和洋を並存させ、また建築と庭とを一体化させることで場面や奥行きを生じさせ、日本の美意識に通じる空間構成を完成させるに至る。

## 庭園史

### 平安期以前
- 3世紀からの日本列島では国（クニ）の統合や政治的連合などが進むなかで、高塚式の墳墓を伴う古墳が造られ始めた時代と考えられ、石室の造営や石棺の製作と古墳の葺石および居館周濠の貼石などに大量の石材の使用と、大きな石材を積み上げ固い石を加工するといった技術がみられ、墳丘の造成に版築と呼ばれる工法が使用されたり、池溝の開作や築堤など大規模な土木工事が行われるようになっていた。
- 『日本書紀』にも庭園に関する記事がいくつかみられるが、庭園に関する表現は中国の典籍からの引用があり、注意を要する。記述として、たとえば紀元1世紀に在位した景行天皇4年（74年）春2月には、泳（くくり）の宮の庭をたいそう気に入り、庭にある池を金色の鯉で充たしたというくだりがある。この少し後の古墳時代には、庭園は古代から仏教世界の中心とされてきた須弥山を表す石の山のまわりに営まれているとされる。この象徴の山は7世紀にはさかんに造られたらしいことがわかっている。仲哀天皇8年（199年）春正月では周文王の徳を尊んで庶民が集まって霊沼が日ならずしてできた様子が記載され、白鳥は高々と飛んで魚は沼池に満ち跳ねるといった故事を思わせる。允恭天皇2年（413年）は一人で園に遊ぶ皇后にまがきにのぞんで内の薗になっているアララギをもとめる記事がある。宅地を区画するまがきを設け薗をつくって蔬菜を栽培したりするような実質的な庭空間が成立し、允恭天皇8年（419年）の、井の傍らの櫻華をみる、といった記事は自然環境的な美意識が確立していた段階と見て妥当とされる。
- 『日本書紀』によると、7世紀前半に在位していた推古天皇も宮の南に須弥山と呉橋のある庭を持っていたことや、7世紀後半に在位する斉明天皇についても同様であったとされる。推古天皇20年（612年）に、百済から渡来した人物の中に山岳の形をつくるのに巧みなものがおり、天皇は彼に命じて宮廷の南庭に須弥山（しゅみせん）と呉橋（くれのはし）を構えさせたという。また、その話の中には、朝鮮の百済から渡来した人々の中に顔や体に白斑のある者がいたため、病気を恐れて海中の島に捨てようとしたのだが、「山岳の形を築く才能が少しはあります」というので皇居の南庭に築かせたところ、「須弥山（しゅみせん）」と「呉橋（くれのはし）」を巧みにつくったという記述から、斉明天皇の宮では、百済に寄留していたイラン系胡人の帰化人である路子工（みちのこのたくみ）（別名「芝耆摩呂〈しきまろ〉」）が皇居南庭石上の池畔に須弥山と呉橋（屋根、欄干付きの橋）を築いたとされる。また620年ごろ蘇我馬子が邸宅敷地に方形の池を設け、このために「嶋大臣」と呼ばれ、この庭園が珍しく、評判になっていたという記録がある。平坦な広場として実用的に使われていた「庭」に小池を掘り、小島を築いて観賞の対象としての「庭園」が造られたのであるが百済から仏教が伝えられたとき、崇仏か否かの論争があったが、崇仏側の蘇我氏が勝ちを占め、飛鳥寺が建立された。庭園がこの蘇我氏によってつくられたことは、庭園の技術も百済より伝来したと想像させる。また、斉明天皇3年（657年）には都貨邏（とから）国から漂流して筑紫の国に着いた男女6人が召され、大和の飛鳥寺の西に須弥山を造ったという記述があり、斉明天皇5年（659年）、6年（660年）にも須弥山を造ったという記述がある。
- 厳島神社は、空間的特徴は海上に浮かぶ大鳥居と平舞台、本殿を結ぶ軸線に対し、曲折する回廊が取り囲み、自然に溶け込む社殿や大鳥居がアプローチにしたがって見え隠れする配置で、海を庭園の池泉に見立て、背後を囲む山岳を神体に見立てたもので、海と山を一体的に取込んだ雄大な風景が組みこまれている。対岸の地御前神社と厳島神社の対応に至っては、身をもって味わい得ても、図示することは不可能だったと、厳島神社の建築と庭園の実測を行った建築家西澤文隆の言葉がある。
- 三重県伊賀市で発掘されている祭事の関連遺跡である城之越遺跡は後の庭園の修景意識と技術にかんする遺構を有していたため国の名勝及び史跡に指定されて保護されている。この遺跡は古墳時代前期の4世紀後半に属するとみられ、3箇所からの涌き水が合流して大溝となって集落付近を流下し、涌き水点近くは石組みや加工木材で井戸状に囲い、貼り石護岸を有する。合流地点の岬部分は大石を配していくつかは立石として景を整える様子がうかがわれている。これは後世の流の屈曲点に石を添える手法につながる工法意識であるとされる。
- 大化の改新後、天武天皇の皇子、草壁皇子（島大臣〈しまのおとど〉）の邸宅にも庭が設けられ、その様子は「万葉集」に草壁皇子の早世を悲しんで春宮の舎人たちの詠んだ歌が『万葉集』巻二に残されている。この歌から草壁皇子の庭園のようすが相当明らかにされる。庭園には池がうがたれ、荒磯を思わせる石組みがあり、石組みの間にはツツジが植えられ、池中には島があり、このために「橘の島宮」と称せられたという。また『万葉集』の中に見られる古い苑池を詠った歌首の中に、例えば「島の宮匂まがり」の池の放ち鳥人目に恋ひて池に潜（かつ）かず（170）」、「御立せし島の荒磯（ありそ）を今見れば生ひざりし草生びにけるかも（181）」、「水伝ふ磯の浦廻（うらみ）の石（いわ）つつじもく咲く道をまた見なむかも（185）」など天武の日並知皇子の「島の宮」離宮を詠った数首がある。また『懐風藻』（751）の中の（曲水賦）にしても中国古来の三月上己の曲水宴を日本的風物の中に詠い込んだ日本的曲水観と見ることも出来る。このように中国色を巧みに日本の風物の中に調和させてゆくその原点に我国の特色ある景勝地の印象を無視するわけにはまいらない。それが奈良期では吉野川（離宮）であり、平安期では大井河（嵐山）ということになる。何れも山あり、谷あり、流れあり、滝あり、岩組あり、淀みあり、紅葉新緑もあって正に造園手法の典型を自然に型作っていたと見ることも出来る。このように、池を掘って海の風景を表現しようとしたことは、以後の日本庭園にも長く受け継がれる。記録に海浜・荒磯・島など海景描写の多いことは日本庭園形成の基幹をなすものとして重要で、海からはるかに遠い山国にあっても、海景とくに瀬戸内海の美しい風景は、この頃からあこがれ、追憶の対象であり、これを庭園のなかに再現しようとする努力から、築山・池・島・白砂・水流・滝などの自然要素で構成される伝統様式へと発展し、すでにこの時代にその先駆がみられることを示している。
- 飛鳥宮や平城京跡の庭園発掘がすすみ、文献では得られない知見を加えている。1975年（昭和50年）に発掘調査がおこなわれた平城京の左京三条二坊六坪からは、長さ55メートル、最大幅5メートルの、細長く屈曲し、底に玉石を敷きつめた池が発掘され、公的な曲水の宴が催された庭園として注目された。池の水深は浅く汀線が複雑に湾曲しており、池底に玉石を敷き池縁に石を立てるなど、奈良時代の作庭技法と当時の庭園の様子をうかがえる。

### 平安期以後
- 8世紀末になって都が平安京に遷されたが、京都は三方が山に囲まれた濃い緑に囲まれる山紫水明の、清流にめぐまれた景勝の地である。いたるところに森や池や泉があった。三方の山々は古生層に属してゆるやかな起伏をもち、また盆地縁辺にはいくつかの独立した小山も点在していた。この古生層の山河からは、美しい庭石と白砂がとれたがこうした自然環境は樹木・石・水・砂など良質の作庭材料を供給し、地形からも材料からも、庭園をつくるのに好適の地であったといえる。
- 京には東西2町南北4町に及ぶとされる神泉苑や冷泉院、朱雀院、淳和院などの庭園があったとされているが、わずかにその一部を残す神泉苑に当時の豊富な湧水を貯えて巧みに利用した往時の姿をしのぶことができる。また郊外の景勝地を選び離宮や別荘を営んで庭園をつくることはこの頃から始まっているとされ、京都市右京区嵯峨にある大覚寺の大沢池は、嵯峨天皇が離宮の苑池として作ったものの遺構とされ、平安時代初期庭園の貴重な遺構である。その庭園の主要部である大沢の池は北岸に近い大小二つの中島と池中の立石、また北側の名古曽の滝跡とともに平安時代初期のおおらかな面影を今日にしのばせている。
- 平安時代の貴族の邸宅の形式は寝殿造と呼ばれ、その建築様式は普遍化し、それに伴って庭園の様式も寝殿造り庭園としてその形式を整えていった。寝殿の正面（南側）には遣水から中島のある池に水を流し込む庭園が設けられた。また右大臣源融の邸宅河原院の庭園は奥州塩釜の海景や松島の浮島、六条院は丹後の天の橋立の模写などがそれであり、これらは前時代からの自然風景の縮景手法の延長線上に行われたことがうかがえる。奈良時代から受け継がれてきた海景の縮景庭園はこの時代にも広く用いられているが、莫然とした海景の模写から特定の海景の模写へと変化していった。またこれらを主題に歌合せの催しが行われていることから日本庭園が文学的・情緒的であることも一つの特色といえるが、このころは「古めかしきもの」から「今めかしきもの」への変換期で、生活形式が変わりつつあったといわれる。中国から伝来した中国絵画がようやく日本化され、いわゆる「大和絵」の成立したのもこの時期であり、漢詩文に対し仮名書きの文学作品が書かれるようになるのもこの時代である。

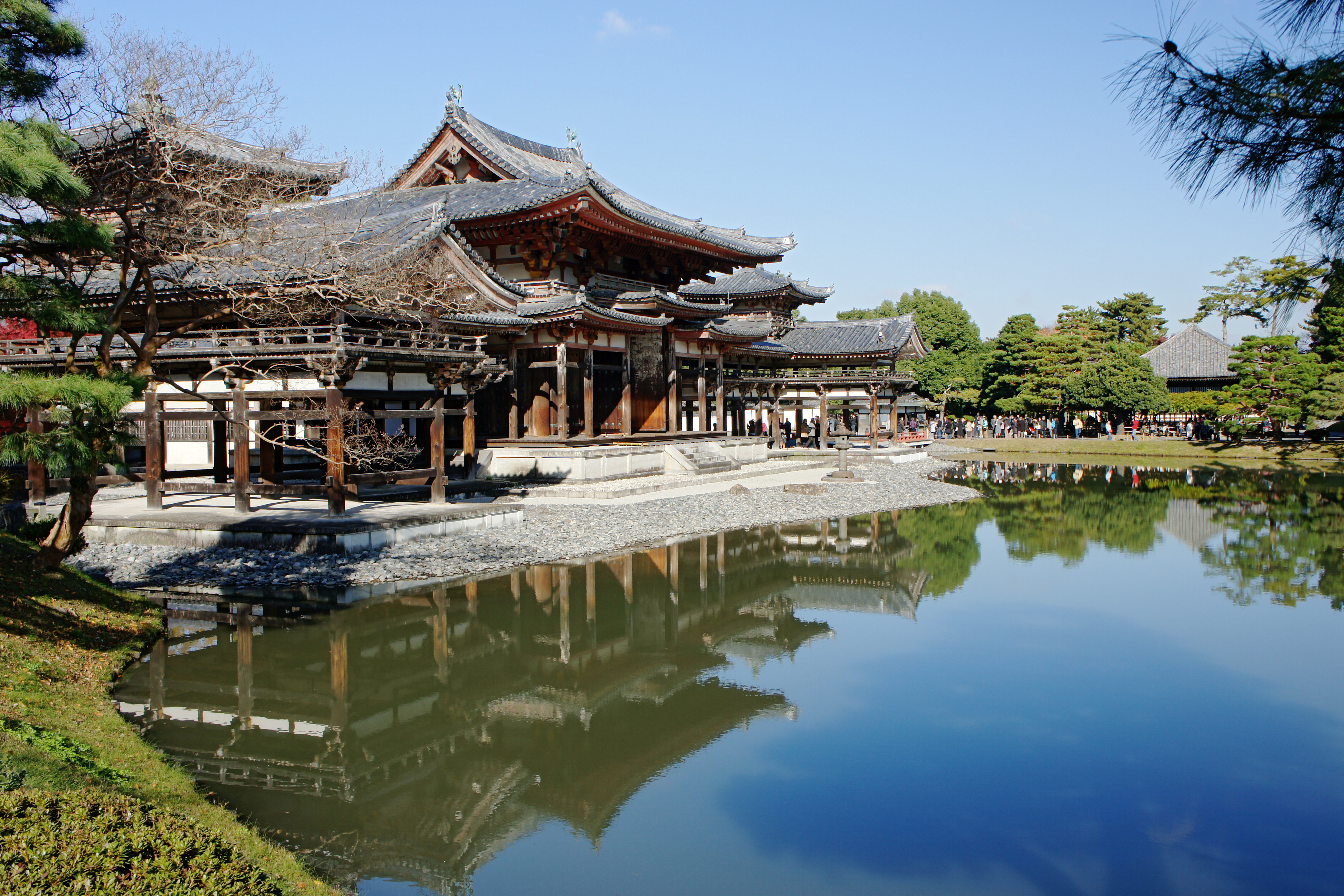
浄土式庭園（平等院）

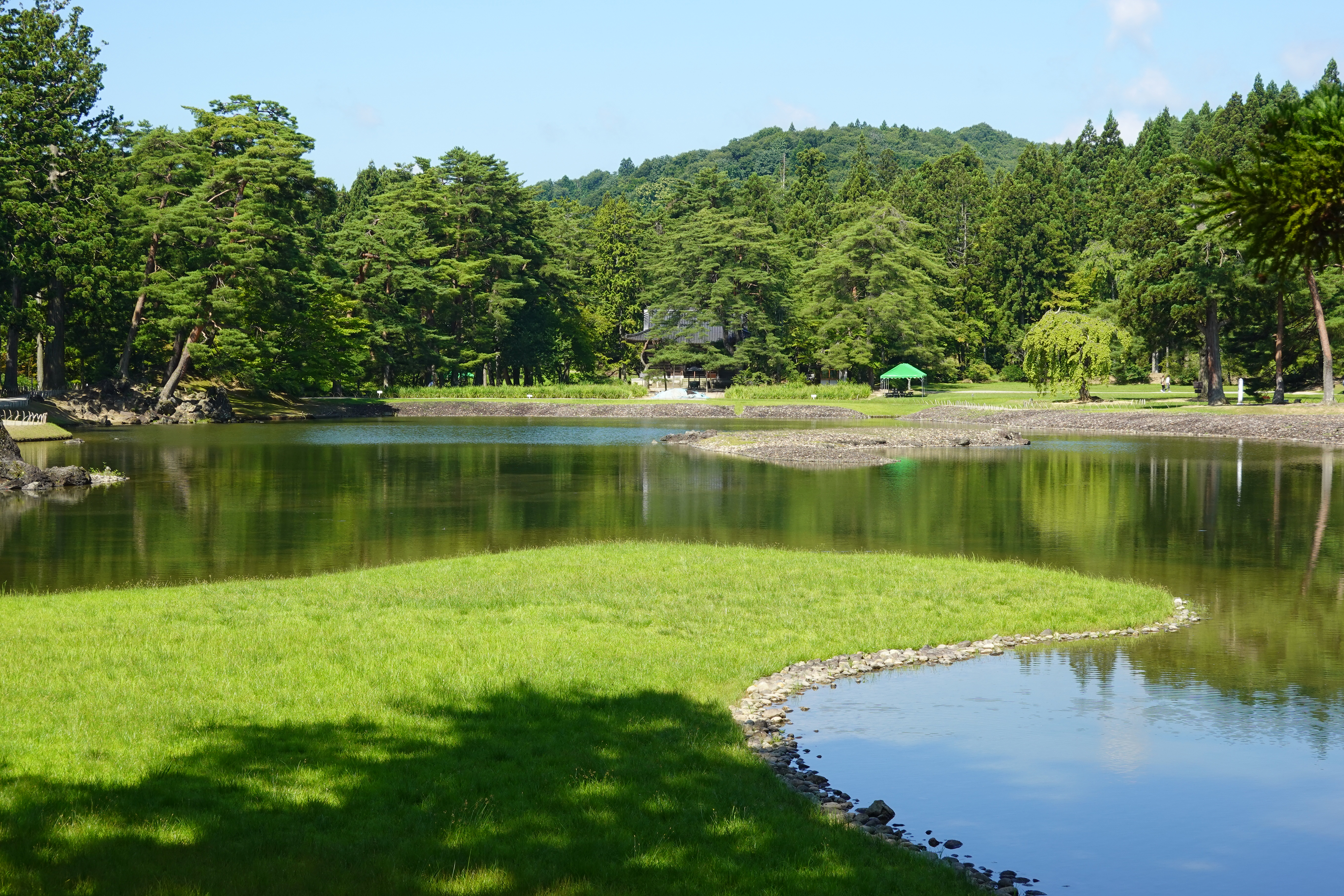
浄土式庭園（毛越寺）

- また平安時代中期から浄土教の影響で西方浄土の極楽に見たてた浄土庭園が流行した。参拝者は南門をくぐって大池に架かった反り橋を渡り、中島を経て御堂に達するようになっていた。なお池や庭園がやや整形的になっているのが多いのは、浄土曼荼羅の構図がもとになっているためと推測されている。
  - 例：旧大乗院庭園（奈良市）、円成寺庭園（奈良市）、平等院（京都府宇治市）、浄瑠璃寺庭園（京都府木津川市）、毛越寺（岩手県平泉町）など。
- この時代の庭がとくに詳しくわかっているのは、当時の公家橘俊綱が書いたといわれる『作庭記』が残されているからである。平安時代後期に庭園の地割、石組、滝・遣水、植栽等の技法について著された秘伝書『作庭記』には自然の風景からモチーフを得るという主張が貫かれている。また自然と作者との対応のしかたが＜乞はんに従う＞という言葉で表現されている。これは自然の地形や岩石が、人間に要求してくるというもので、自然が人間に要求するという感じ方に、日本人独特の自然観がみられる。自然が人間と対立し克服すべき対象となるのではなく、自然の中にとけこみ、自然に従いながら作庭しようとする意味である。また＜池なき所の遣水は、事外にひろくながして＞とあるように見せ方を種々述べているが、その見せ方の記述に、後に展開される日本作庭手法の先駆的表現が示されている。四季折々を歌に詠む情緒的な文学の世界と建物近くに配される滝・遣水・野筋・前栽については日本人の好む作庭感が述べられている。『作庭記』が公家自身の手で書かれたように、当時の公家は一流の作庭家でもあった。この著者の父は、平等院をつくった藤原頼通である。藤原頼通も庭園をつくろうとしたとき、気に入った専門家がなく、みずから作庭したといわれる。

### 中世
- 初めて武家政治を打ち立てた源頼朝も、鎌倉に浄土式庭園の形式を受け継いだ、永福寺の庭を造っている。頼朝が1189（文治5）年7月の奥州合戦で平泉を見聞した中尊寺、毛越寺、無量光院など精舎の荘厳さに感激し、合戦で死んだ弟義経や藤原泰衡ほか多くの将兵の鎮魂のために建立したと伝えている。1978年から鎌倉市教育委員会によって二階堂と阿弥陀堂、薬師堂を中心とする主要伽藍とこれら建物の前面に広がる庭園の遺構を確認することに主眼を定めた発掘調査が継続して行われている。1993年までに約12000平方メートルもの面積について発掘されその結果伽藍の配置や堂の規模、庭園の様子などは徐々に明らかになってきている。
- 13世紀初めには京都の北西に鎌倉時代初期の公卿で太政大臣であった西園寺公経は仲資王の所領であった北山山荘の地を得て北山第を建てたが、公経はこの地に巨万の富を投入し、作庭された庭園は変化に富んだ大きな池を中心に本堂西園寺をはじめ多くの御堂と住宅が配置されたもので、池に臨んで釣殿が配され、池中には中島を築き松が植えられていたとされる。1225年にこの地を訪れた藤原定家は『明月記』に、45尺の滝があり池水は瑠璃のようで泉石は清澄、まことに比類がない、と記し激賞している。また増鏡にも記述され、当時の地形眺望の巧みさがうかがえる。
- 時の室町将軍足利義満は1397年に北山山荘の地を譲り受け北山殿と呼ばれたが、さらに規模を拡大し、山荘北山第を営み、有名な三層楼閣の舎利殿（金閣）が建立された。金閣は庭の中心をなす建築物で池に望んで建てられ、これはこの時代から楼閣からの俯瞰という、庭園鑑賞の新たな視点を生み出しているとされるが、さらに北側に建つ天橋閣と往来が可能だったとされる。竜門瀑や広大な鏡湖池と池中の大小の島々や岩島・丸山八海石を配した庭園は西方極楽に変え難く、足利義政は西方寺にも劣らない風景であると賞したとされる。義満はここを仙洞御所になぞられ、明の国史を迎えたり、天皇の行幸を仰ぐなどの公式の用に充てていたとされる。義満の死後、鹿苑寺（金閣寺）となり1422年には禅寺になっていくが、主要な建築物の大部分は移築されその際に庭園も相当な影響をうけたらしく破壊された庭石は長らく放置されていたという。現在の景観は江戸時代における住職鳳林章承の修復、復興整備によるものである。
- 鎌倉時代から室町時代にかけて五山を中心に禅僧たちの間に文学が隆盛し、また南宋から水墨画・山水画が伝来し、公家をも含めた詩会のためのサークルをつくっていた。このサークルの場として禅寺の書院が使われることが多く、したがって書院の庭が当然発達することになった。この小さい書院の前庭としての狭い空間に、自然の山水を凝縮したような庭をつくりだした。大仙院の庭は書院の東側に位置し100平方メートル余の平面に岩石を立て、刈込みを配し岩山として2段滝の石を組み、白砂で表した流れには石橋を架け岩島を設け、石堰を横たえた下流に石橋を浮かべるといった景はすべて山水画と相通ずるものがある。枯山水を参照。
- この時代には夢窓疎石をはじめとする多くの作庭家が輩出される。夢窓疎石は自然を愛好し、行くさきざきに名園を造った。なかでも西芳寺の庭は、禅宗の世界観で構成された傑作で、この庭園が以後の庭園に与えた影響は測り知れないほどである。ここは『作庭記』にいう山里の景に似ながら、きびしい禅の世界を思わせる。夢窓疎石が庭園を造るときは、それは遊興のためではなく修行の一部であり、庭園をつくるために田畑をつぶす苦しみを述べた記録も残されている。他の一流芸術に匹敵する庭園は、こうした心のあり方から生まれたともいえる。禅堂の前庭として非常に相応しい環境の構成であり、石組みの最高峰といえる。
  - 例：夢窓疎石の作とされる庭園として西芳寺（京都）、天龍寺（京都）、瑞泉寺（鎌倉）などが挙げられるが、帰化僧の蘭渓道隆が関わったという説もあり確定されているものではない。代表的な枯山水庭園では、大徳寺大仙院のほか、龍安寺方丈石庭（ともに京都市）などがある。

- 室町時代から京都、堺の町衆の間から「下々のたのしみ」としての茶の湯が流行した。茶を飲み茶器を鑑賞しあうことで、主客の融合をはかったのである。茶の湯は数寄と呼ばれ、市中の山居で営まれる。それは町屋の奥まりに位置し、茶の湯を楽しみにやってくる客人は玄関とは別に、専用の細い通路を通り茶の座敷へと向かう。これが路地であるが、この路地と市中の山居が機能的に融合させたわび茶のための庭園空間が露地と呼ばれ、海の風景表現から深山の趣に変わり、庭園表現に新境地を開くこととなった。
  - 例：待庵露地（京都府乙訓郡大山崎町）、官休庵露地（京都市）など

### 近世
- 江戸時代、将軍あるいは大名は、城や（江戸の）屋敷を築く際に庭園内を回遊することができる廻遊式庭園を盛んに築いた（大名屋敷の庭園に代表される池、築山を中心にした回遊できる庭園は池泉回遊式庭園といわれる。大名庭園を参照）。
  - 例：小石川後楽園（東京都文京区）、兼六園（石川県金沢市）、後楽園（岡山県岡山市）、栗林公園（香川県高松市）、水前寺成趣園（熊本県熊本市）など

### 近現代
- 明治時代の東京では江戸時代の大名屋敷とそれに付随する庭園が次々と壊され、この現状を目の前にして小沢圭次郎は職務の余暇として古い庭園の記録と資料収集を行っており、退職してからはさらに庭園研究に励み、1915（大正4）年『明治庭園記』を発表するに至る。収集した資料は800余巻に及んだ。小沢は単なる庭園史の研究家でなく自らも日本庭園を作庭し、天王寺公園や伊勢内宮・外宮の外苑、栗林公園の修景のほか、ロンドンで開催された日英博覧会に出展された日本庭園、また自身の故郷三重県桑名市では1928年に松平定信百年祭にともない造られた九華公園などの作品がある。また庭園研究のほか、漢学への造詣が深く、漢詩文集『晩成堂詩草』15巻を書いている。その小沢と激しい論争を展開した美術史出身の文学博士横井時冬は「園芸考」「本阿弥光悦」「小堀遠州」などを著した。

- 明治後半期の東京に数多く建てられた新興ブルジョアジーたちの大邸宅庭園の様子は近藤正一『名園五十種』にも紹介されている。同書で折衷式の庭の様子がよくわかり、渋沢栄一の邸宅愛依村荘は広大な敷地の中に日本家屋と洋館が建ち並び、洋風と和風の庭園、また茶室と茶庭を兼ね備えていることがわかる。また京都武者小路千家一門の茶匠で造園家の磯谷宗庸設計の三菱深川親睦園日本庭園内の洋館はジョサイア・コンドルが手がけたが、コンドルはこの後和風住居や庭園と洋館・洋風庭園を並存した旧岩崎邸庭園や三井綱町別邸、旧諸戸清六邸、旧古河庭園（和風の部分は小川治兵衛作）などを手がけていく。

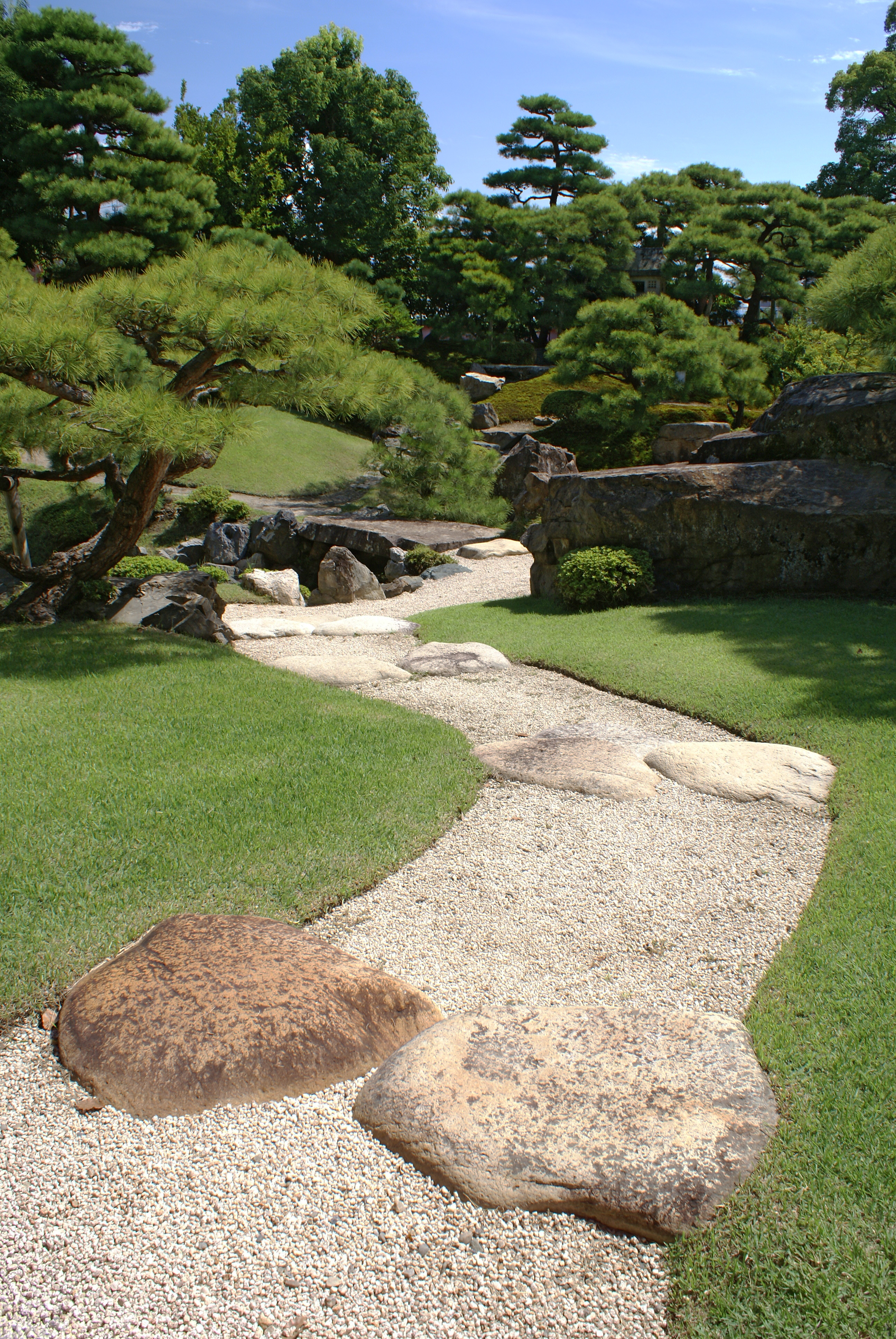
小川治兵衛作の慶雲館本庭

- 山縣有朋が1896年京都の南禅寺の西に造った無鄰庵も、さほど広くない敷地をうまく使って東山を借景とし、琵琶湖疏水からひいた流れが芝生の間をぬっている。施工にあたった小川治兵衛（植治）は、その後、京都の南禅寺近辺に野村碧雲荘、平安神宮神苑、八坂神社神苑、円山公園、長浜の慶雲館本庭など数々の名勝庭園をつくった。植治の流れは甥の岩城亘太郎ほか、各地に受け継がれていく。

- 植治とともに扇湖山荘を手がけた大江新太郎は1924年『アルス建築大講座』に掲載された「作庭意匠」と題する論考でほかの建築家の視点、庭園鑑賞に関してではない、庭園設計にいたる方法論を展開している。掲載された図面には園内要所からの眺望視界線が記入されているほか日本庭園の分類を従来の築山、平庭、露地の3つに壷庭と崖庭を加えていて、崖庭の好例として三仏寺投入堂を挙げている。

- 写景でなく、自然の景趣を写そうとするものも現われ、作庭者の主観の強い造形的、装飾的な庭園となった。画家の山元春挙と造園家の本位政五郎が造った大津市の蘆花浅水荘は文人風の庭といわれ、これを継いだという小島佐一にも京都市の川田邸の庭があるが、昭和の初め頃に飯田十基（寅三郎）が推進した雑木の庭は、十基自ら「自然風」とよび（十基は他を「作庭式」と呼んだ）その後小形研三に継がれ、都市の人工化とともに急速に広まっていった。飯田十基らが植治と異なるのは、雑木という全国の山野に自生して、強健で種類も多く、移植しやすい材料を求め、それ自体を原寸大で自然に見せる手法を確立した点である。その後、材料調達・運搬の容易さ、原野という参照項の手近さ、選定方法の確立、未成木の植栽方法の定式化によってこの方法は伝えられ、後には山取した雑木を畑に植えて流通をも確保している。飯田十基の自然風のこうした庭は鉄やガラス、コンクリートの建物にも広大な敷地にも狭いそれにも不調和を見ない形式であった。

- 大正期には建築界では都市と住宅のあり方は新しいテーマとして浮上し、生活改善運動の一環として住宅庭園にも関心が高まる。近代建築家による庭園論では作庭記に代表される視覚的な庭園評価とは異なり、機能性や空間性を重視した視点が打ち出されている。当時生活改善同盟会による6つの綱領の中に庭園が項目としてあげられ、さらに1919年に日本庭園協会が設立されることとなる。協会を中心に古庭園の研究や、同時代の建築家や造園家、作庭家らが新しい庭園を模索した。古宇田實は庭園関連の記事を精力的に執筆し、保岡勝也は茶室や数奇屋建築と庭園を紹介する書物を多く出版している[1]。またこれと平行して庭園の研究を開始した重森三玲は、全国に現存する庭園を実測し、また昭和に入ってからは寺院に多くの枯山水の庭園をつくり、寺院における自然主義的な庭園を批判して象徴的な庭園を打ち立てた。大正時代の折衷気風を回避して庭園史研究の深まりと科学的近代造園技法に支えられて戦後に至りつく。特に戦前期からの龍居松之助、吉永義信、森蘊らの科学的な庭園史研究の先駆的研究が、戦後さらに考証密度を高めたことで現在の日本庭園の創造に、また過去の名庭園の保存に大きな力となっている。

## 日本三名園

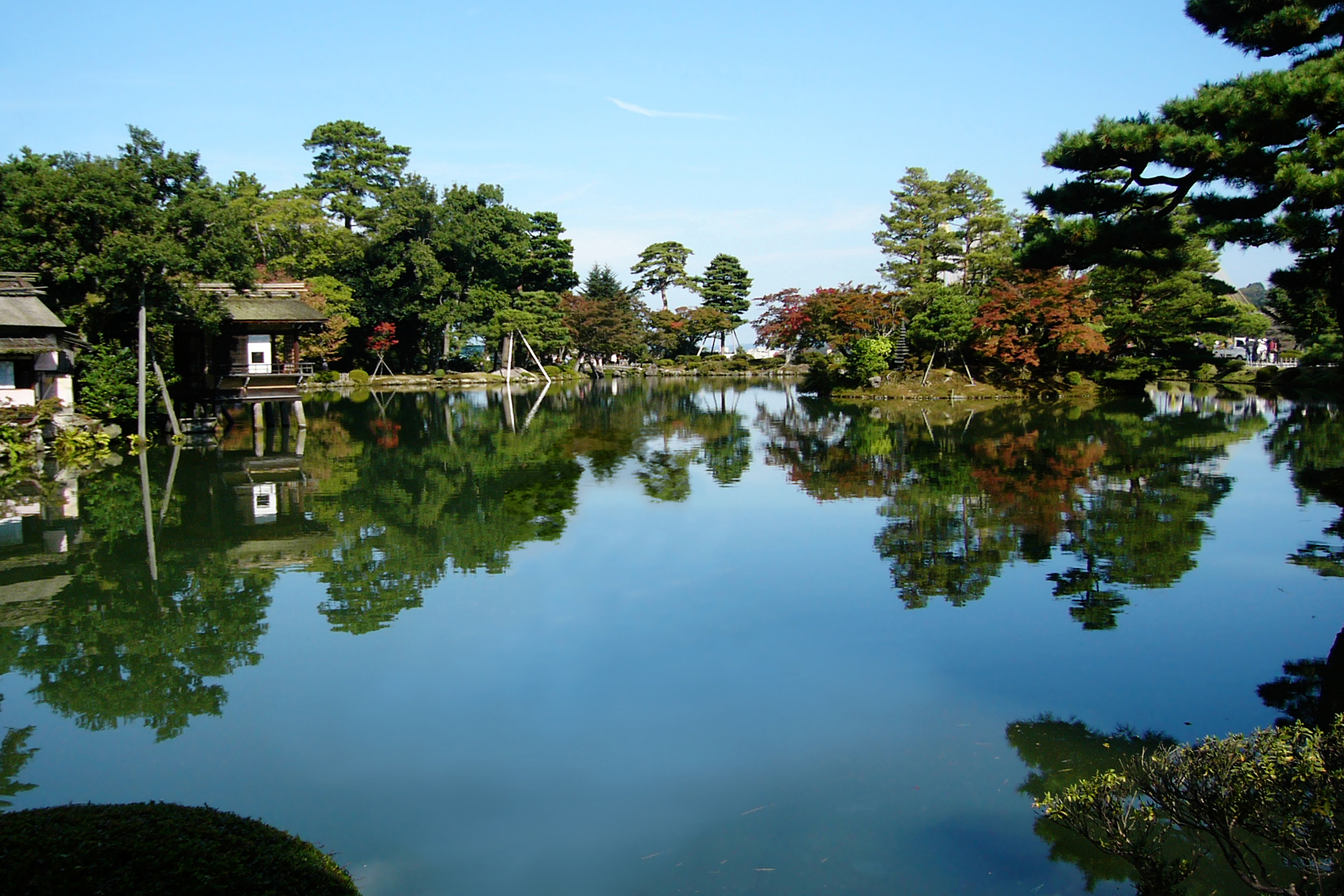
兼六園

以下の三つの日本庭園は、それぞれ雪月花を観賞する代表的な大名庭園として、日本三名園あるいは日本三大庭園と呼ばれる。
ただし、その由来や選定基準は明確でない。いずれも江戸時代につくられた広大な大名庭園が選ばれている点で、日本庭園すべてを考慮したものといえないことも指摘されている
- 兼六園（石川県金沢市）
- 後楽園（岡山県岡山市北区）
- 偕楽園（茨城県水戸市）

## 著名庭園
日本の特別名勝一覧・名勝も参照のこと。

### 中世
- 毛越寺 庭園 （岩手県西磐井郡平泉町）
- 旧観自在王院庭園 （岩手県西磐井郡平泉町）
- 光前寺 （長野県駒ヶ根市）
- 一乗谷朝倉氏庭園 （福井県福井市）
- 西芳寺（苔寺） （京都府京都市西京区）
- 龍安寺 方丈石庭 （京都府京都市右京区）
- 恵林寺 国指定名勝庭園（山梨県甲州市）
- 妙心寺 退蔵院 （京都府京都市右京区）
- 天龍寺 曹源池庭園 （京都府京都市右京区）
- 大徳寺 大仙院 （京都府京都市北区）
- 鹿苑寺 （金閣寺） （京都府京都市北区）
- 大徳寺 龍源院方丈庭園 （京都府京都市北区）
- 慈照寺 （銀閣寺） （京都府京都市左京区）
- 高台寺 圓徳院 （京都府京都市東山区）
- 本法寺 巴の庭 （京都府京都市上京区）
- 旧大乗院庭園 （奈良県奈良市）
- 太山寺 安養院庭園 （兵庫県神戸市西区）
- 粉河寺 庭園 （和歌山県紀の川市）
- 阿波国分寺 庭園 （徳島県徳島市）
- 竹林寺 庭園 （高知県高知市）

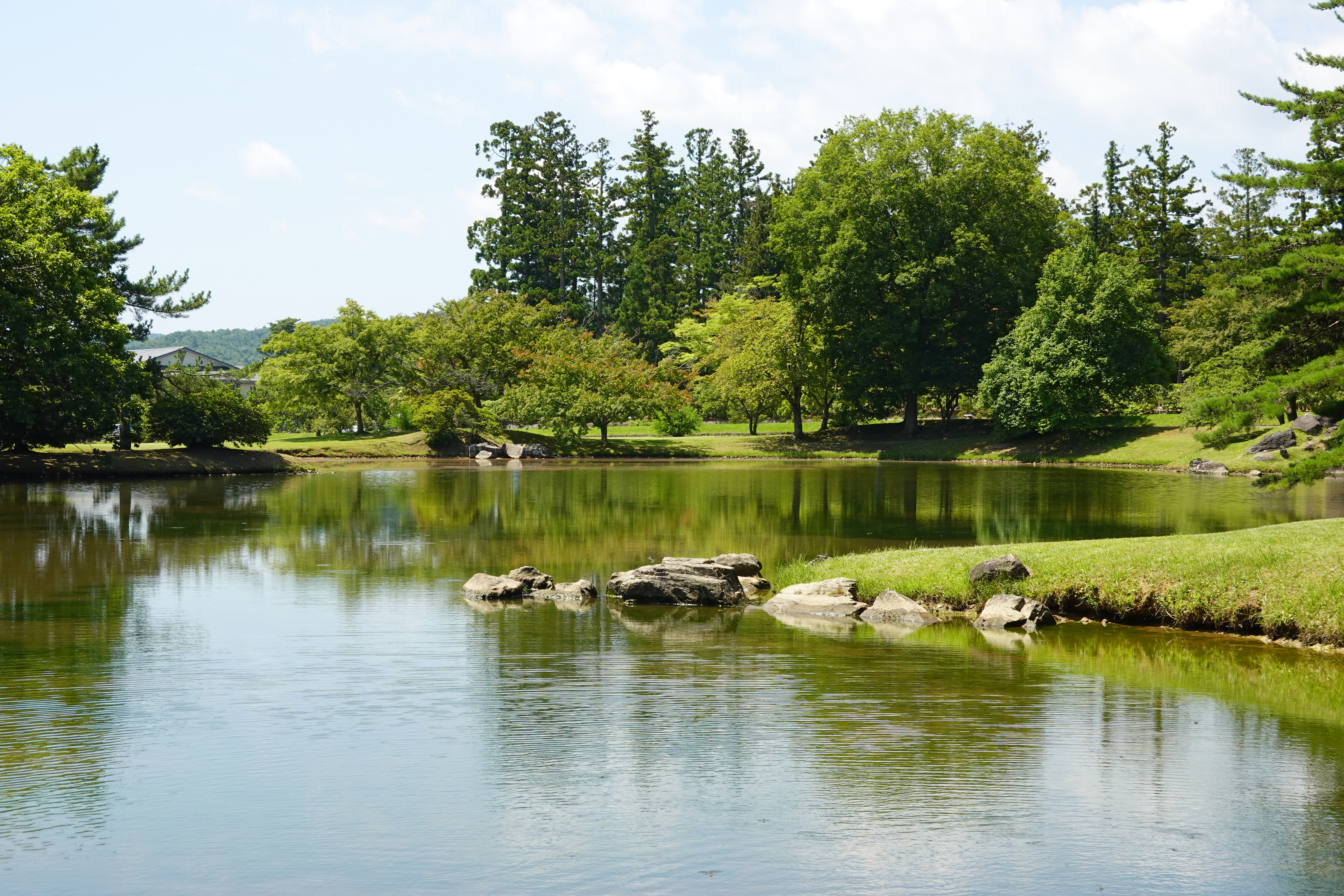
旧観自在王院庭園
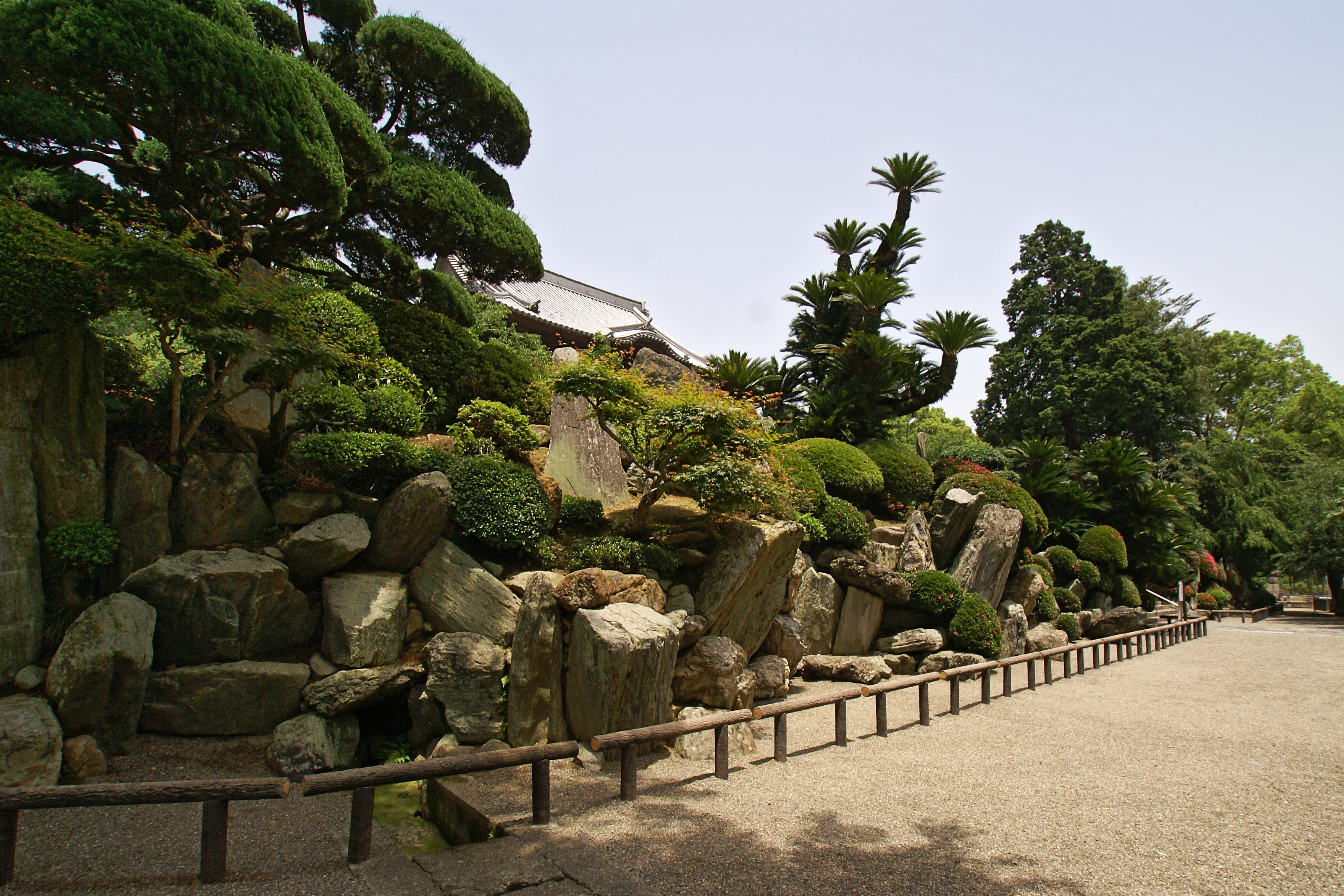
粉河寺庭園
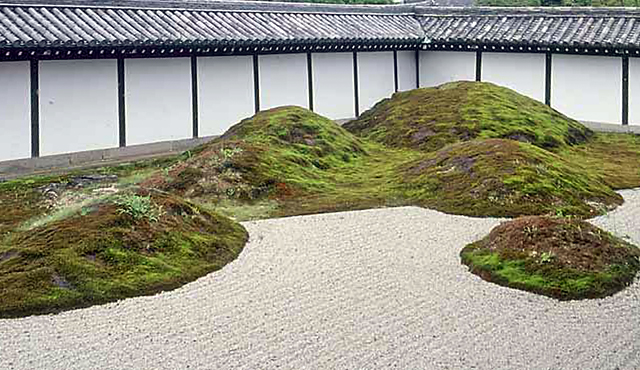
東福寺庭園
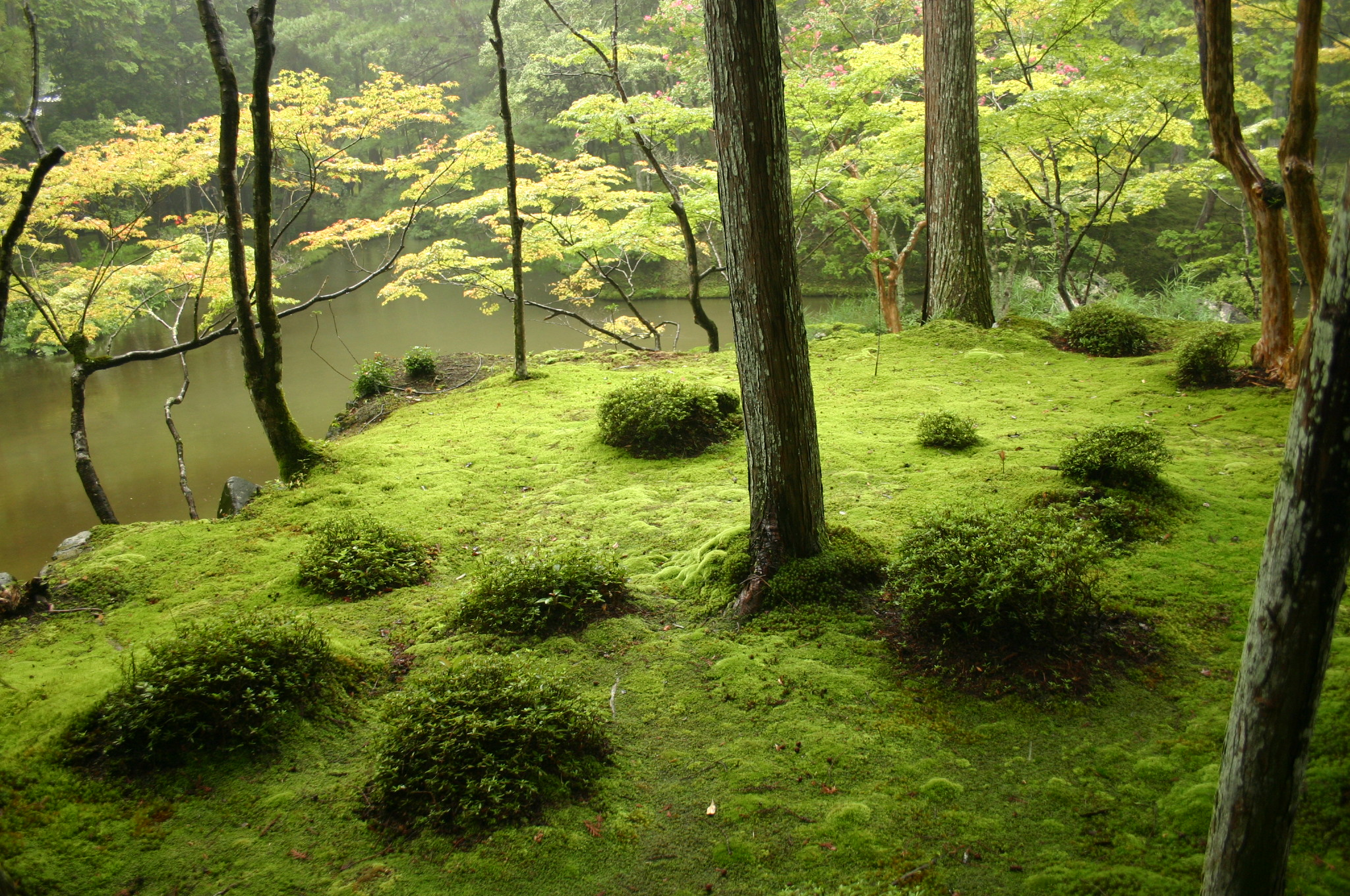
西芳寺庭園
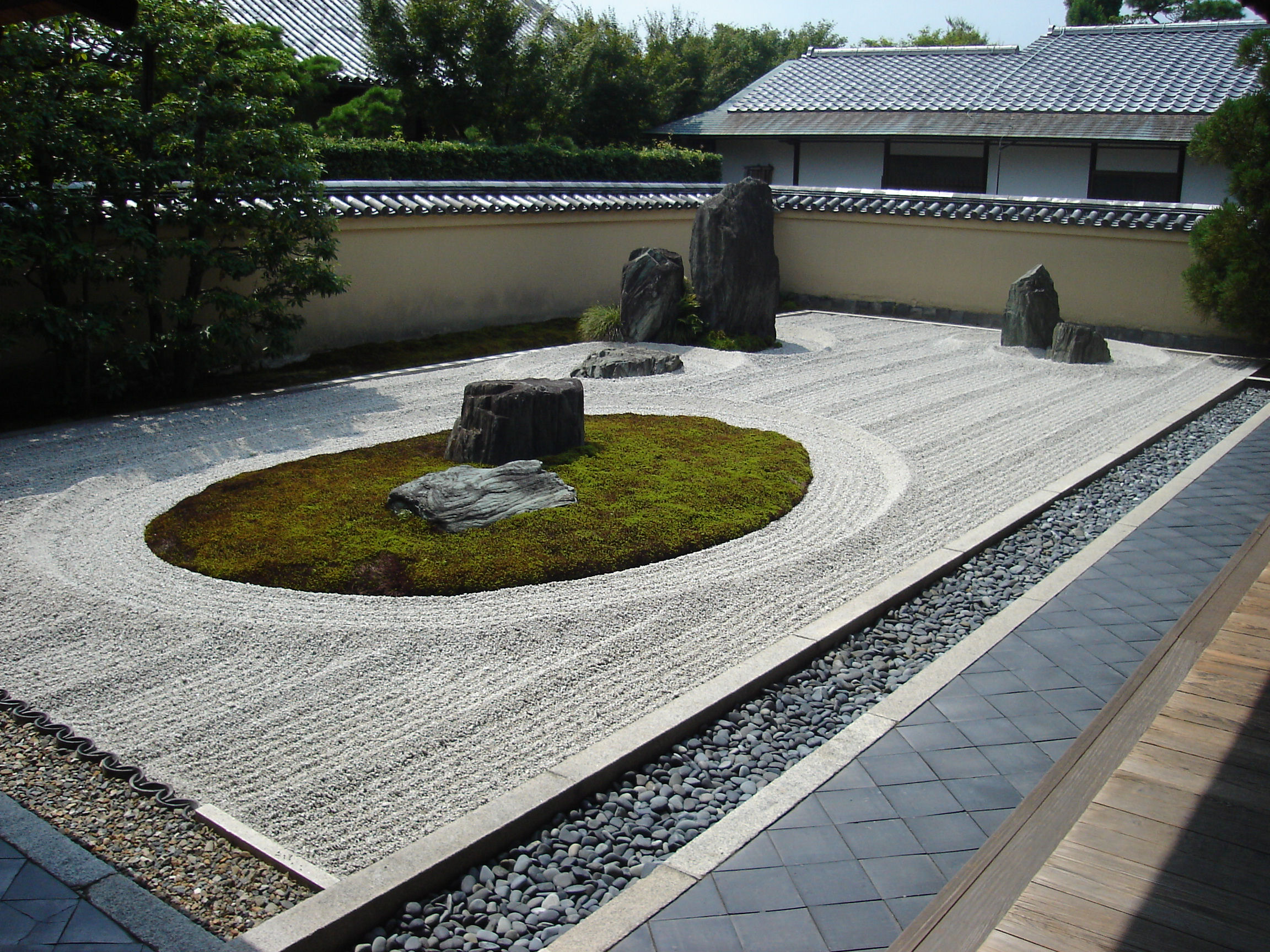
大徳寺龍源院
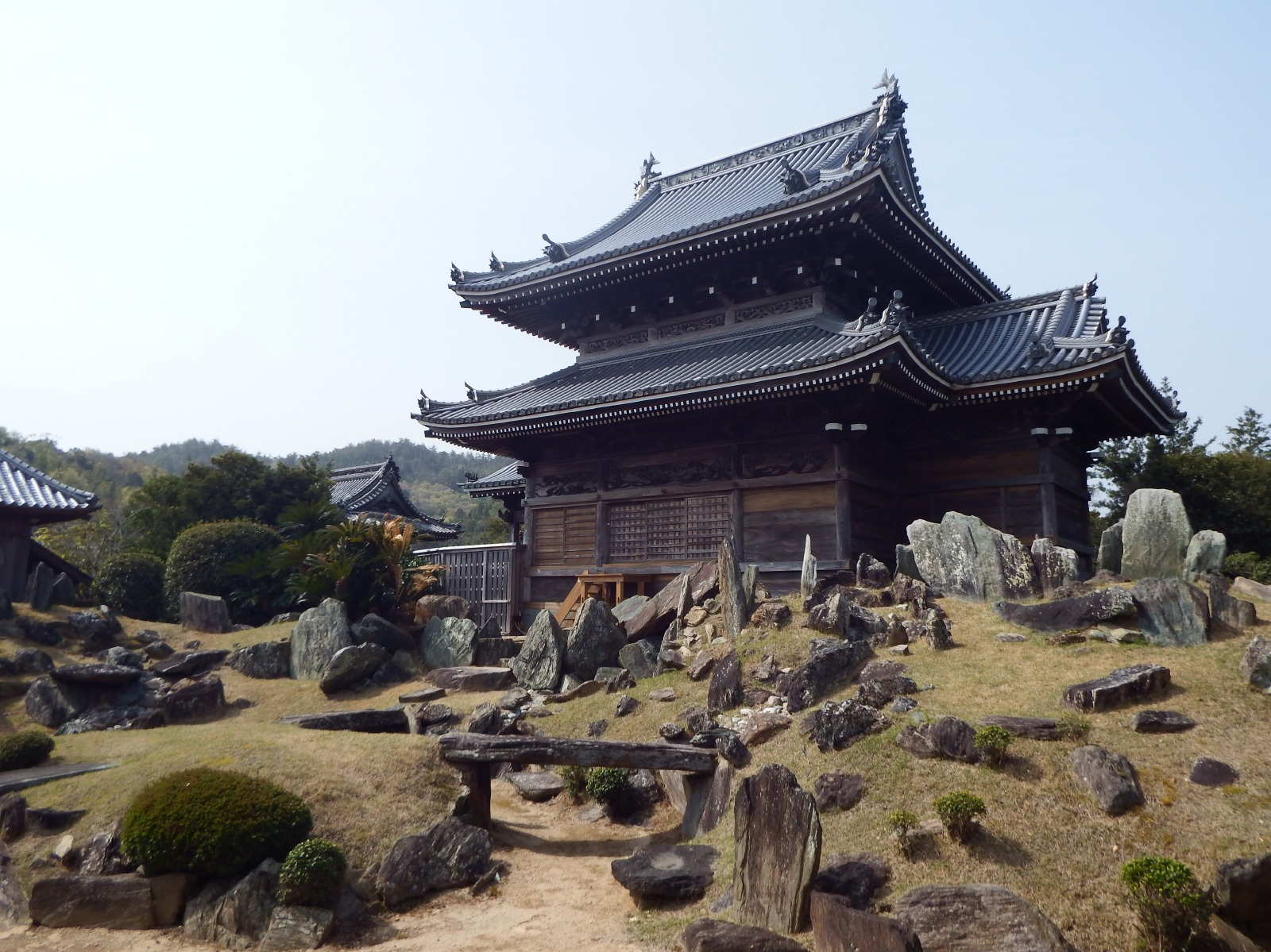
阿波国分寺庭園

### 近世
- 御薬園（福島県会津若松市）
- 養浩館庭園（福井県福井市）
- 西福寺 庭園（福井県敦賀市）
- 青岸寺 庭園（滋賀県米原市）
- 大通寺 含山軒庭園、蘭亭庭園 （滋賀県長浜市）
- 玄宮園（滋賀県彦根市）
- 居初氏庭園（滋賀県大津市）
- 桂離宮 （京都府京都市西京区）
- 修学院離宮 （京都府京都市左京区）
- 醍醐寺 三宝院 （京都府京都市伏見区）
- 西本願寺 書院 （京都府京都市下京区）
- 二条城 二の丸御殿庭園 （京都府京都市中京区） - 小堀遠州作
- 南禅寺 方丈 （京都府京都市左京区）
- 南禅寺 金地院 （京都府京都市左京区）
- 大徳寺 方丈 （京都府京都市北区）
- 円通寺 （京都府京都市左京区）
- 松花堂 庭園（京都府八幡市）
- 根来寺 庭園（和歌山県岩出市）
- 和歌山城西之丸庭園（紅葉渓庭園）（和歌山県和歌山市）
- 養翠園 （和歌山県和歌山市）
- 観音院 庭園 （鳥取県鳥取市）
- 頼久寺 庭園 （岡山県高梁市） - 小堀遠州作
- 徳島城 旧徳島城表御殿庭園 （千秋閣庭園）（徳島県徳島市）

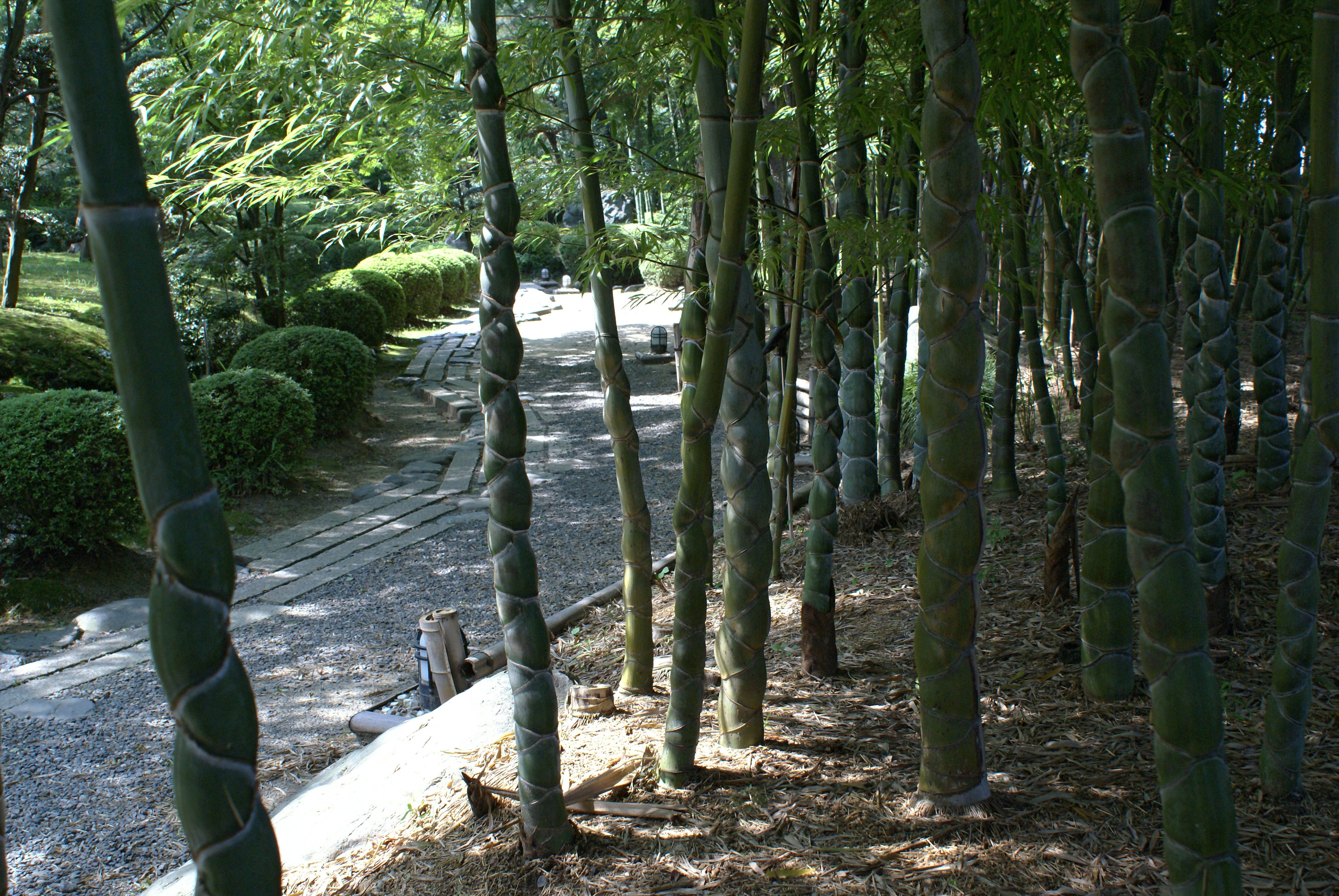
松花堂
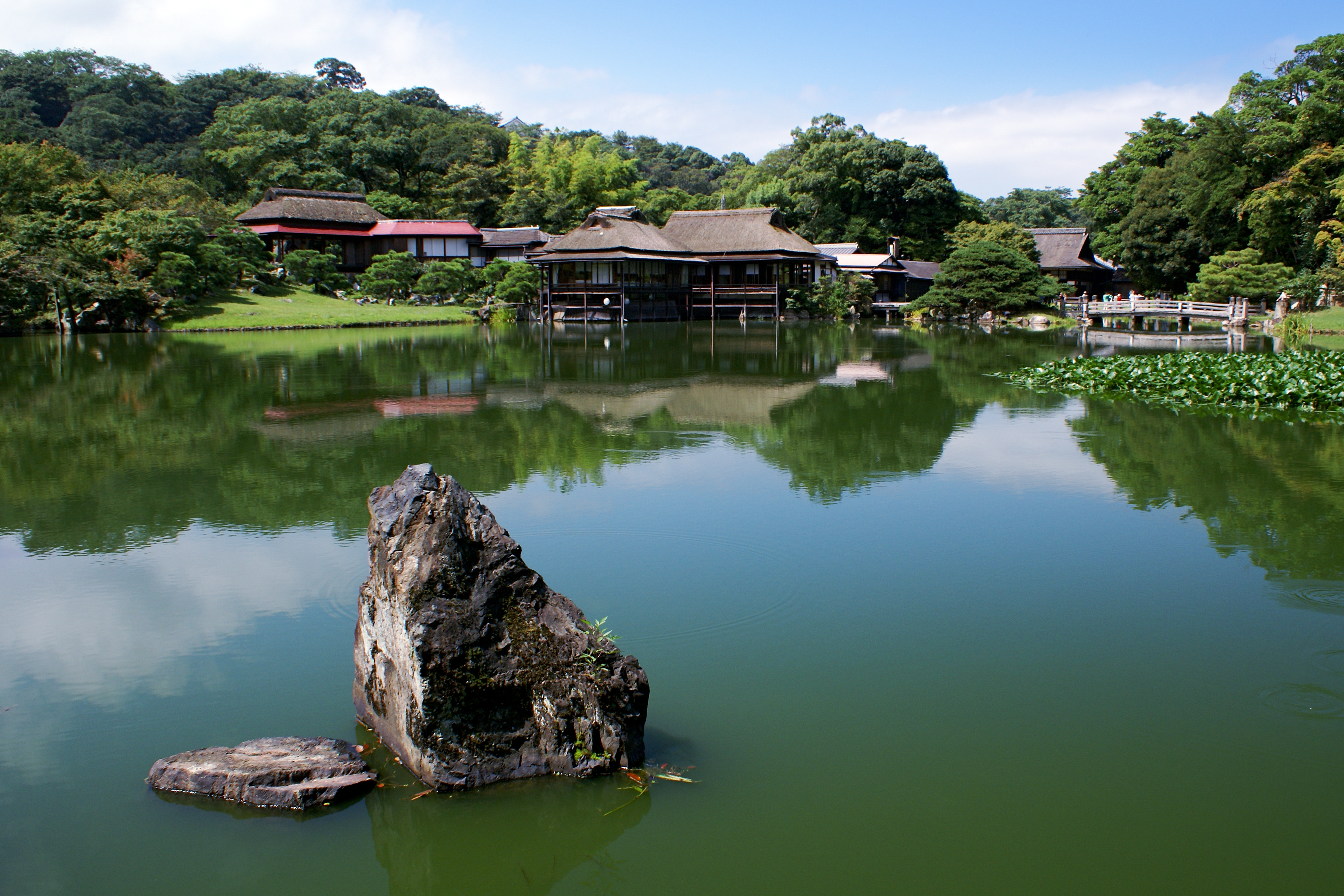
玄宮園
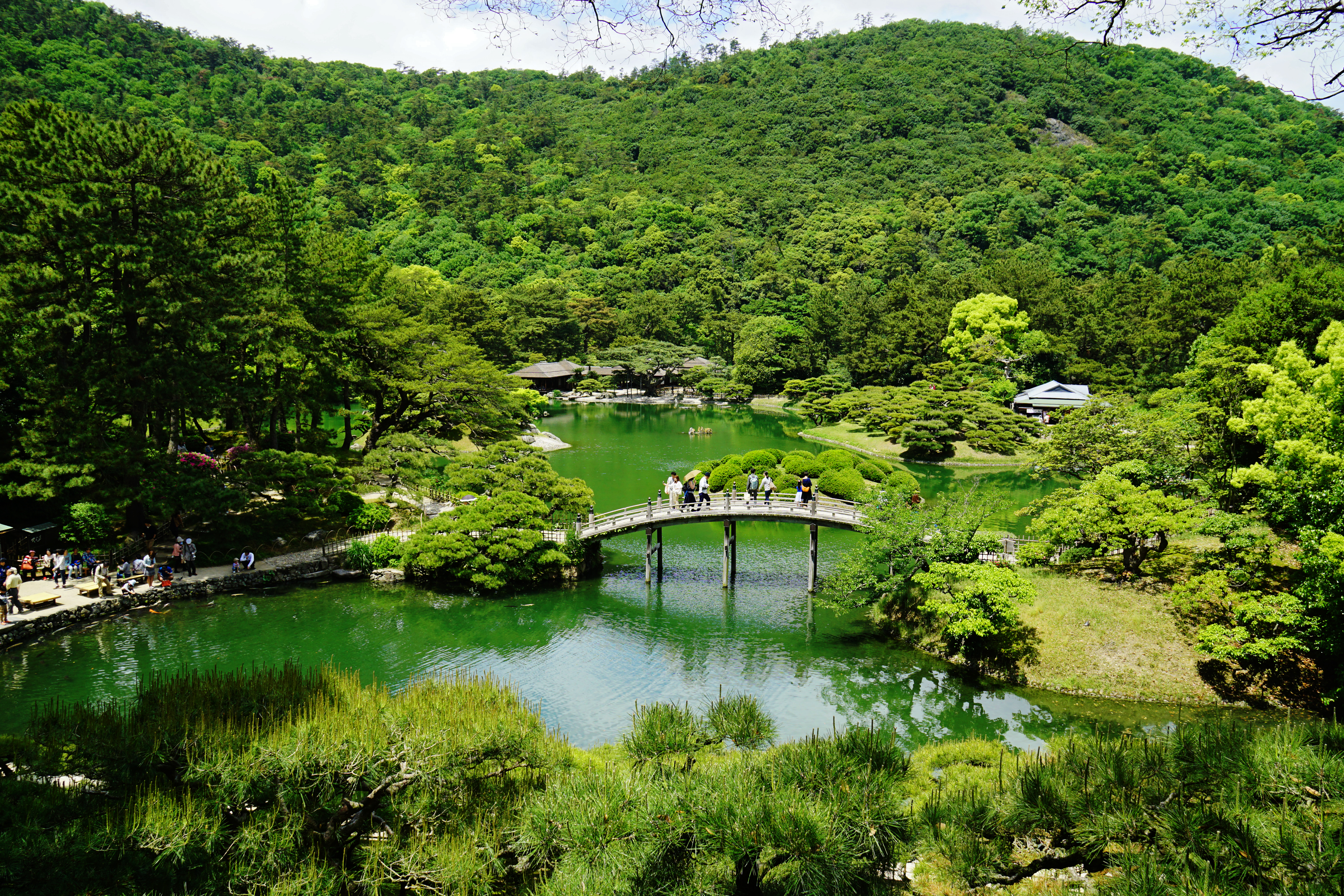
栗林公園
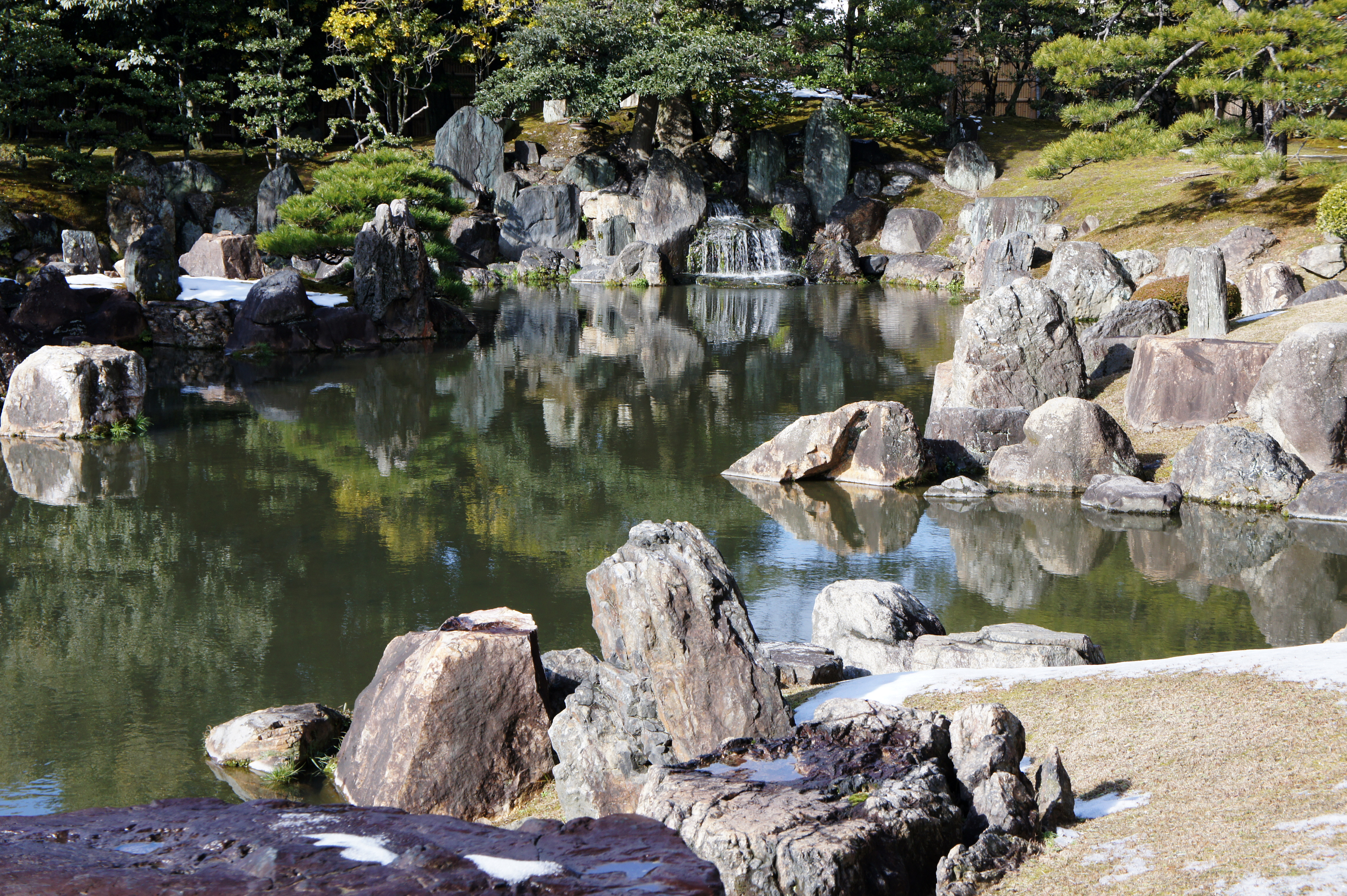
二条城二の丸御殿庭園
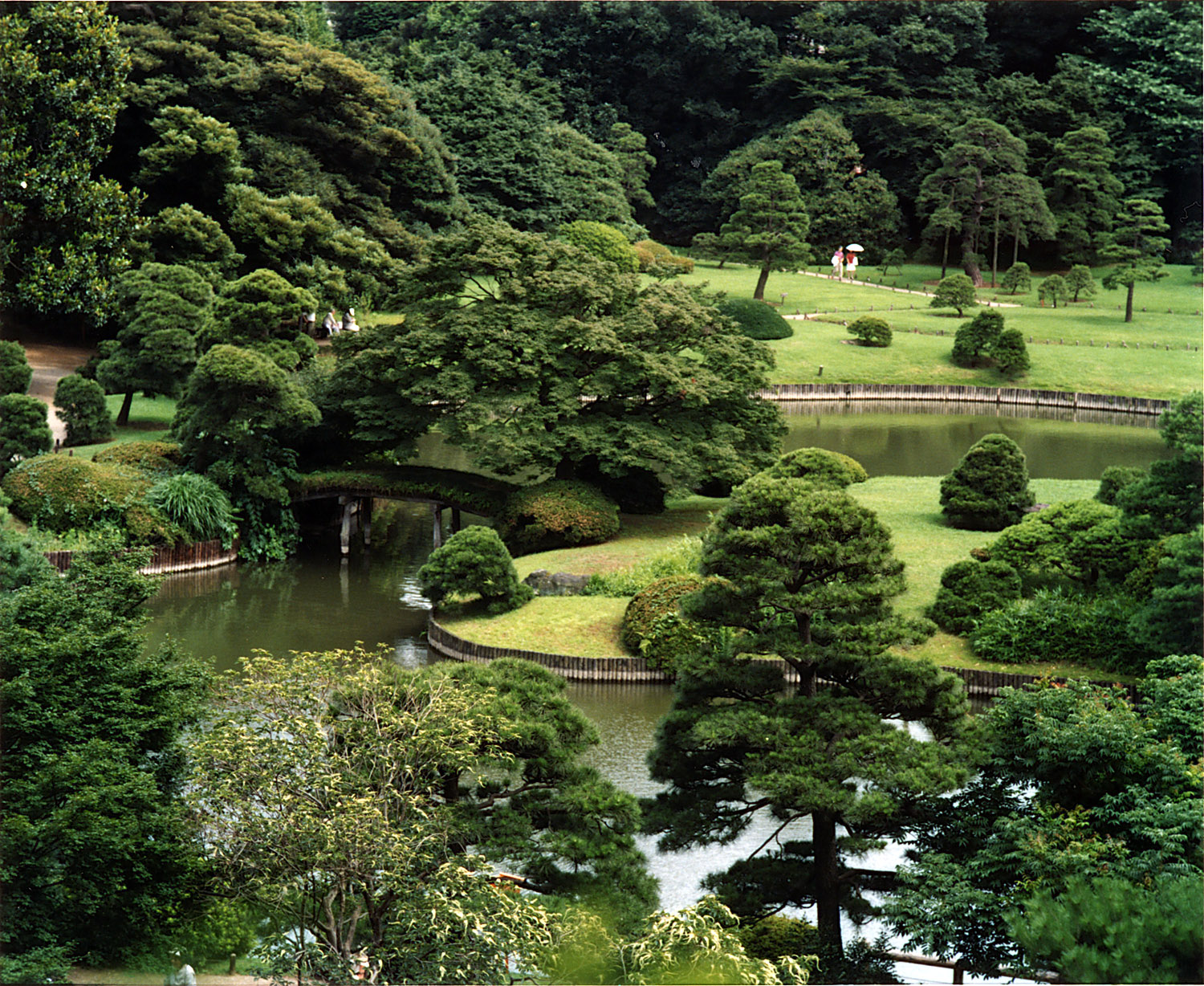
六義園
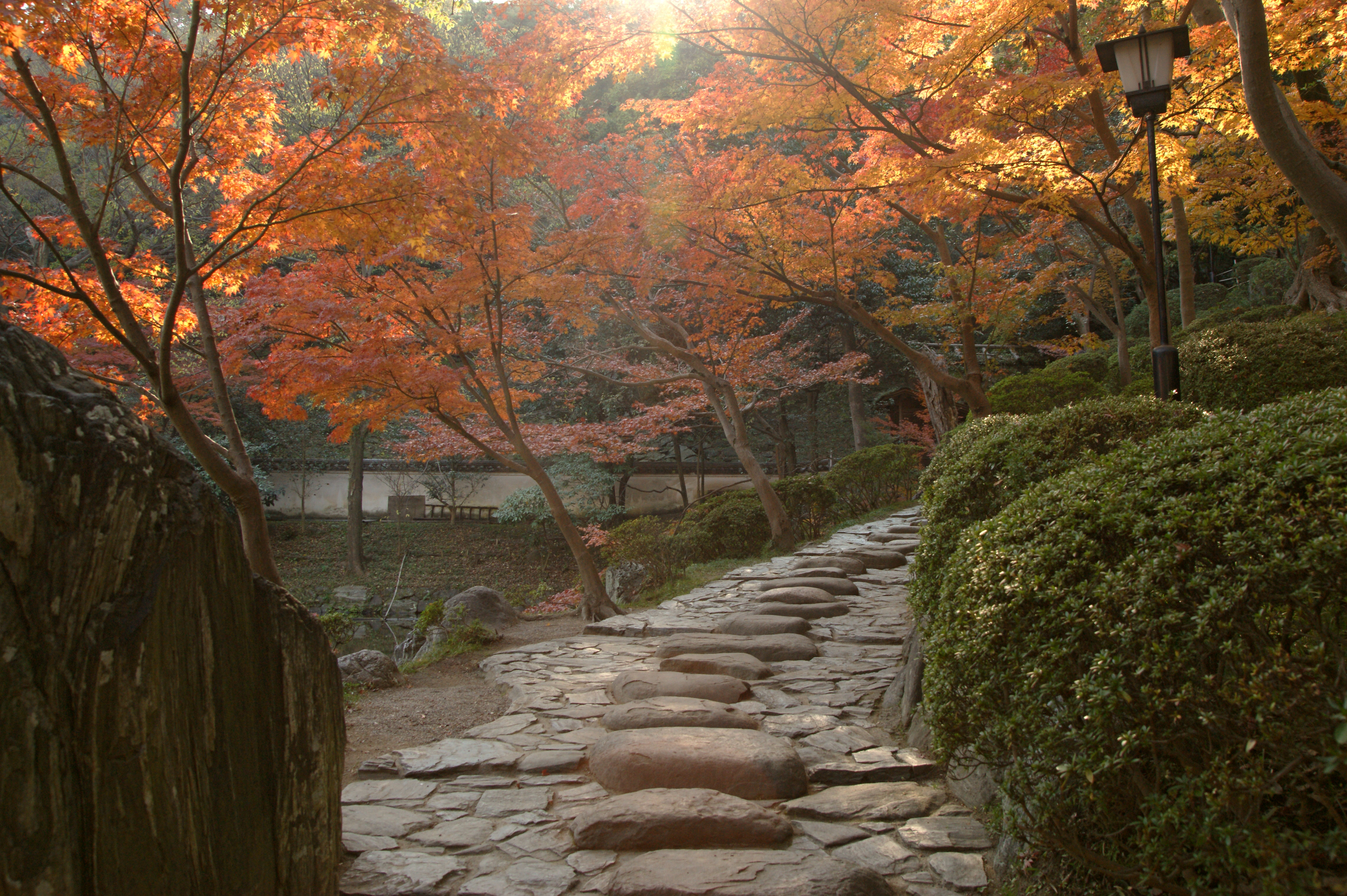
和歌山城西之丸庭園（紅葉渓庭園）
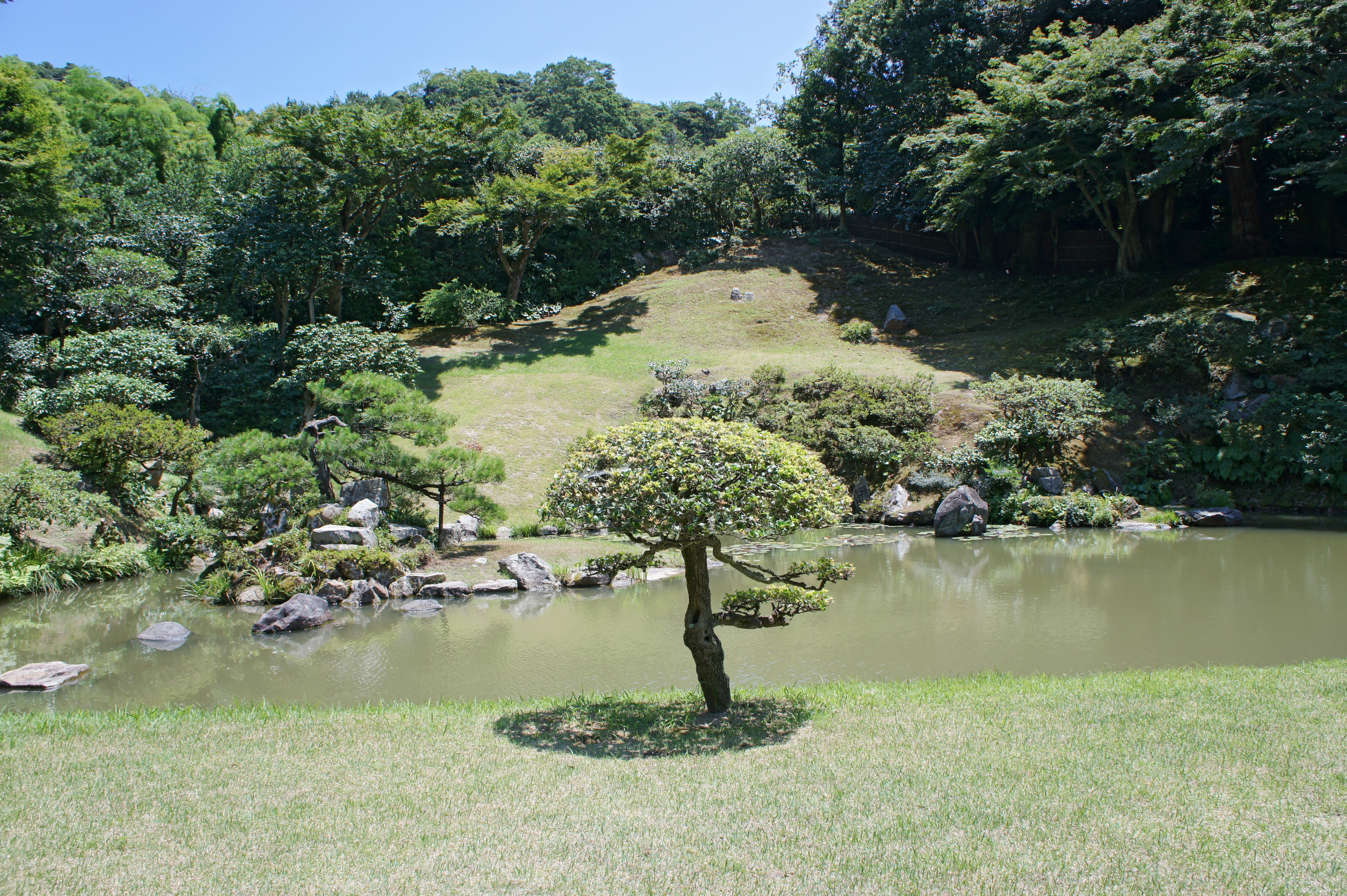
観音院庭園
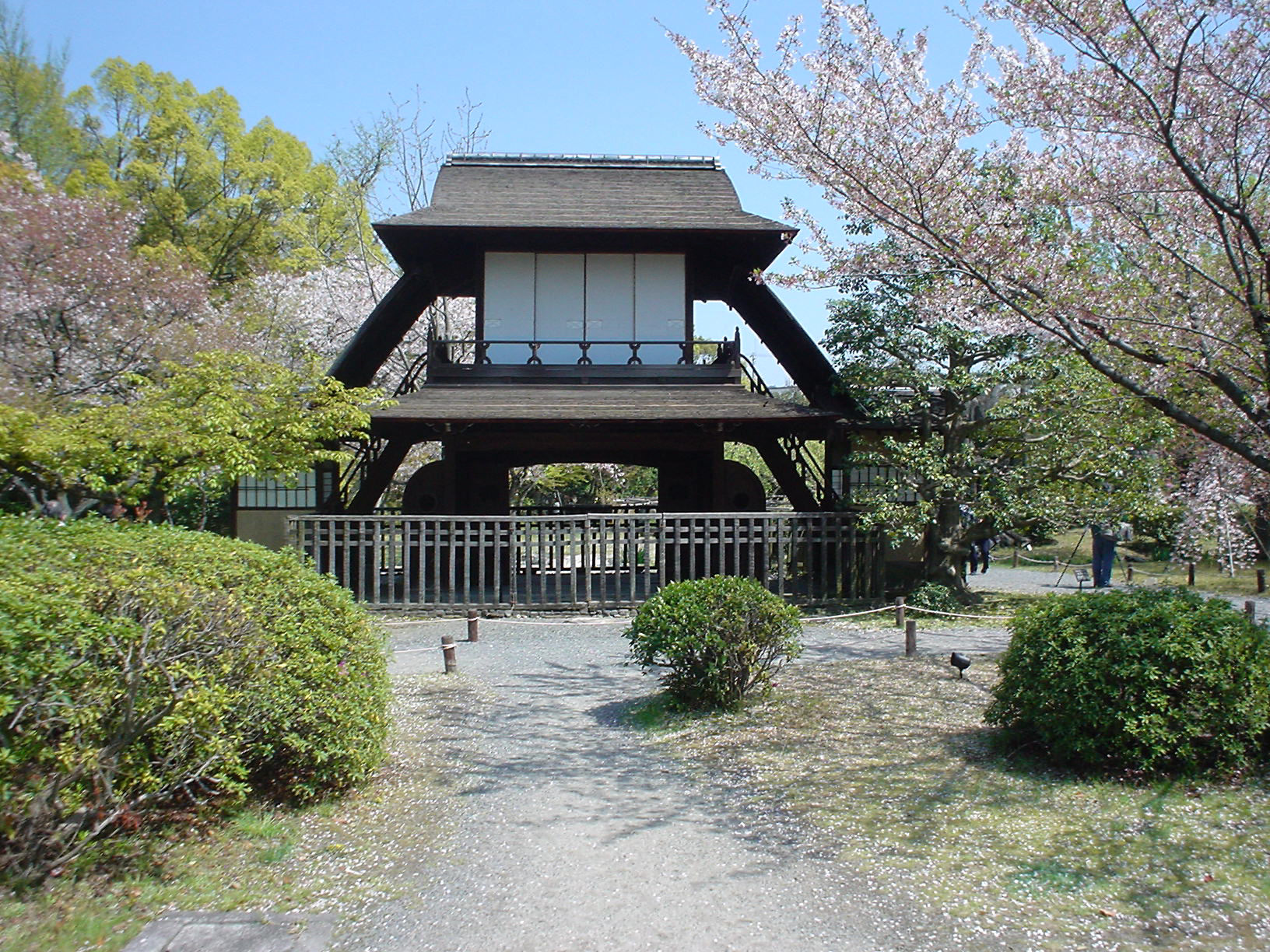
渉成園

### 明治・大正期
- 慶雲館庭園 （滋賀県長浜市、名勝） - 七代目・小川治兵衛（植治）作
- 円山公園 （京都府京都市東山区、名勝） - 七代目・小川治兵衛（植治）作
- 無鄰庵 （京都府京都市左京区、名勝） - 七代目・小川治兵衛（植治）作
- 平安神宮神苑 （京都府京都市左京区、名勝） - 七代目・小川治兵衛（植治）作
- 碧雲荘 （京都府京都市左京区） - 七代目・小川治兵衛（植治）作。非公開
- 楽々荘庭園 （京都府亀岡市） - 七代目・小川治兵衛（植治）作
- 白沙村荘庭園（京都市左京区、名勝）
- 慶沢園 （大阪府大阪市天王寺区） - 七代目・小川治兵衛（植治）作
- 相楽園 （兵庫県神戸市中央区） - 国登録記念物の最初の登録物件
- 依水園 （奈良県奈良市、名勝） - 裏千家十二世又妙斎作
- 温山荘園 （和歌山県海南市、名勝） - 潮入式池泉回遊庭園、木津聿斎（宗泉、宗詮）作、個人庭園として造られたものとしては日本最大
- 揚亀園（青森県弘前市）- 小幡亭月作
- 金平成園（澤成園）（青森県黒石市、名勝）
- 瑞楽園（青森県弘前市、名勝）
- 盛美園（青森県平川市、名勝）- 清藤盛美作
- 香雪園（北海道函館市）- 岩船峯次郎作
- 齋藤氏庭園（宮城県石巻市、名勝）
- 旧池田氏庭園（秋田県大仙市、名勝）
- 高梨氏庭園（千葉県野田市、名勝）
- 旧徳川昭武庭園（戸定邸庭園）（千葉県松戸市、名勝）
- 旧堀田正倫庭園（千葉県佐倉市、名勝）
- 三溪園（神奈川県横浜市）- 原富太郎作
- 旧諸戸氏庭園（三重県桑名市、名勝）
- 諸戸氏庭園（三重県桑名市、名勝）
- 旧堀氏庭園（島根県鹿足郡津和野町、名勝）
- 披雲閣庭園（香川県高松市、名勝）
- 臥龍山荘庭園（愛媛県大洲市、名勝）
- 毛利氏庭園（山口県防府市、名勝）
- 立花氏庭園（福岡県柳川市、名勝）
- 九年庵（旧伊丹氏別邸）庭園（佐賀県神埼市、名勝）

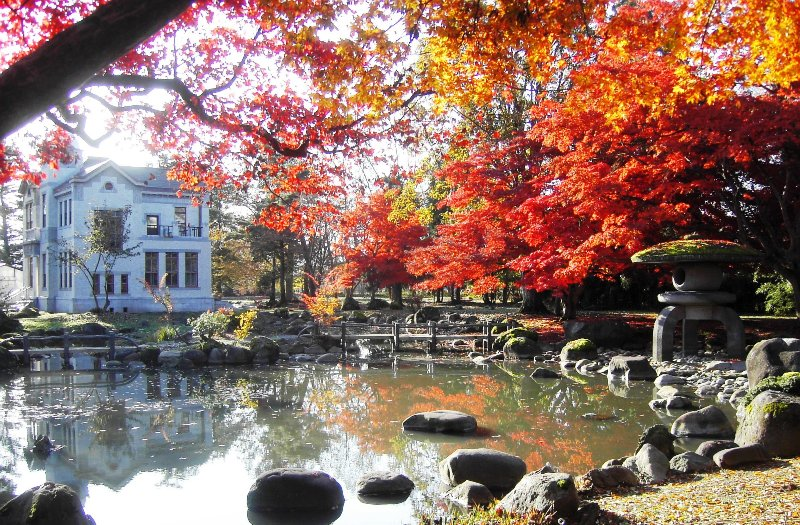
旧池田氏庭園
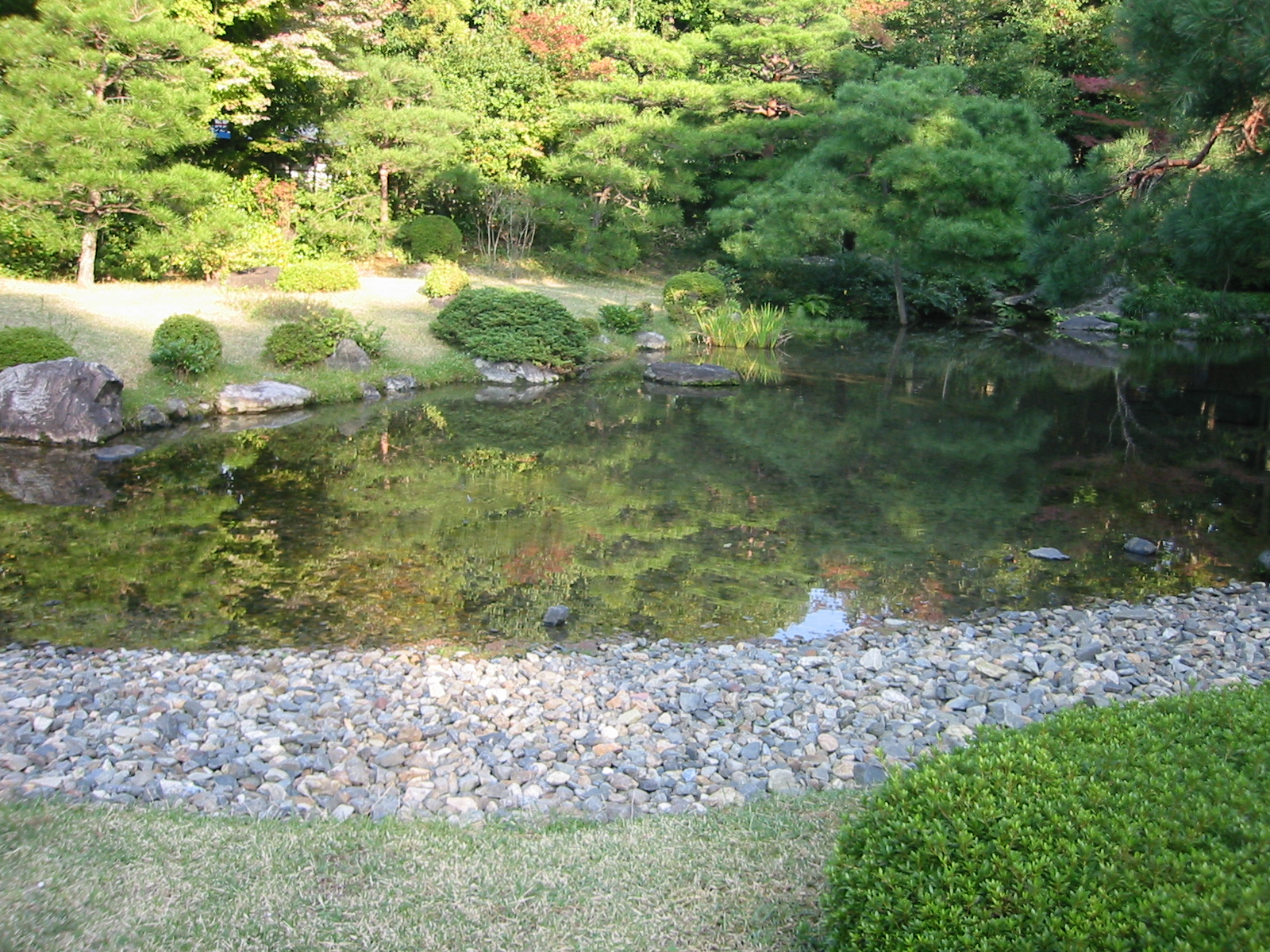
無鄰菴
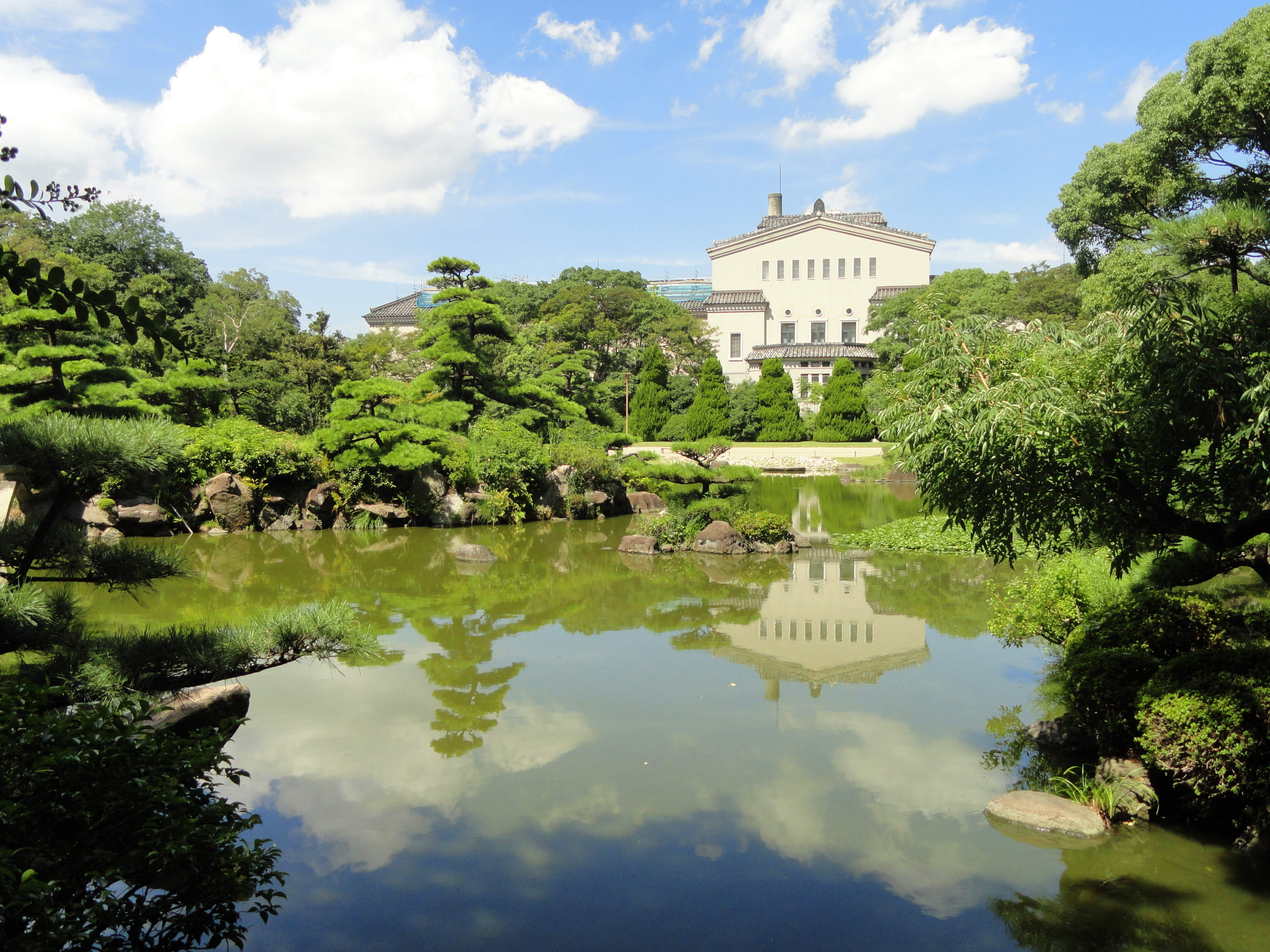
慶沢園
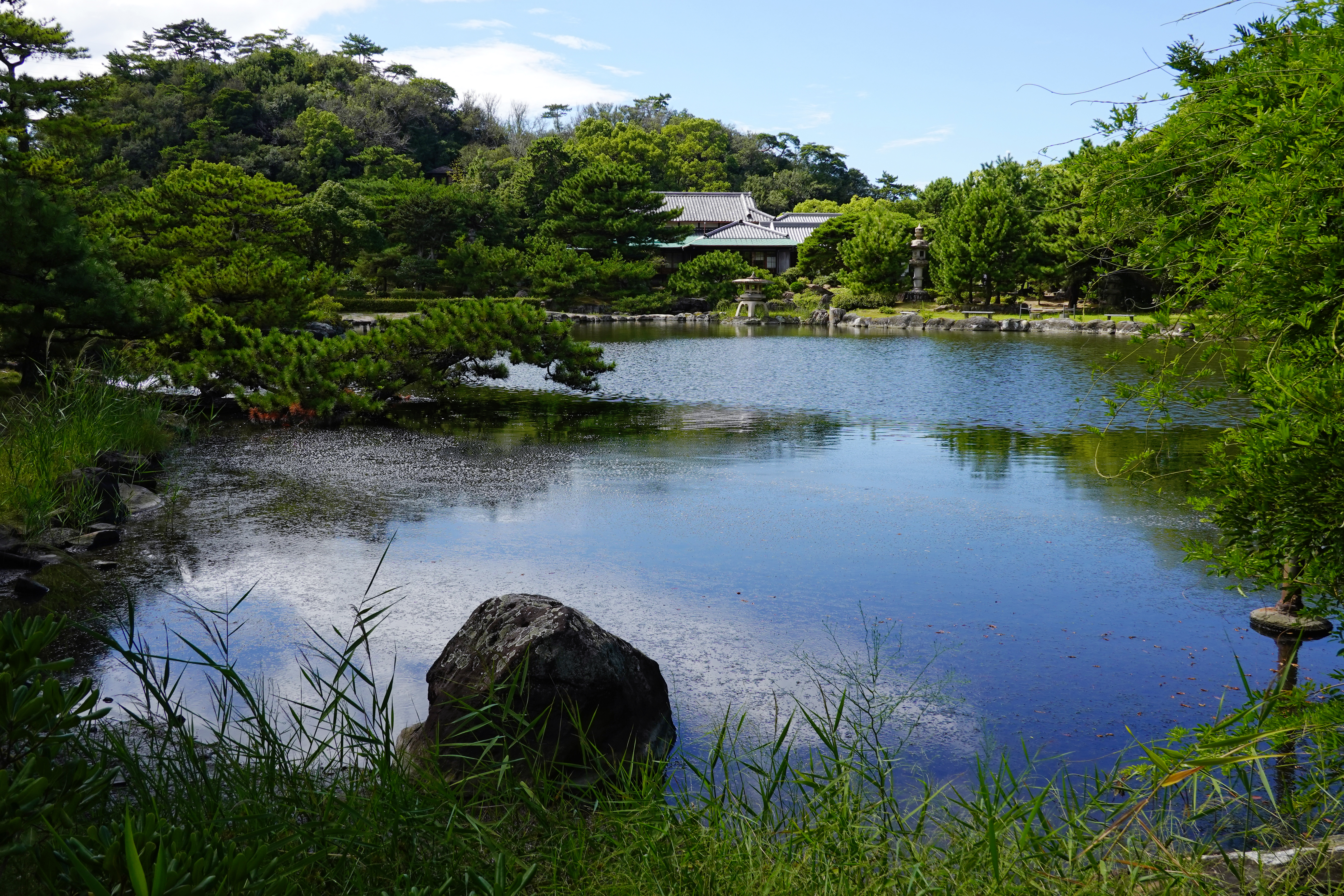
温山荘園
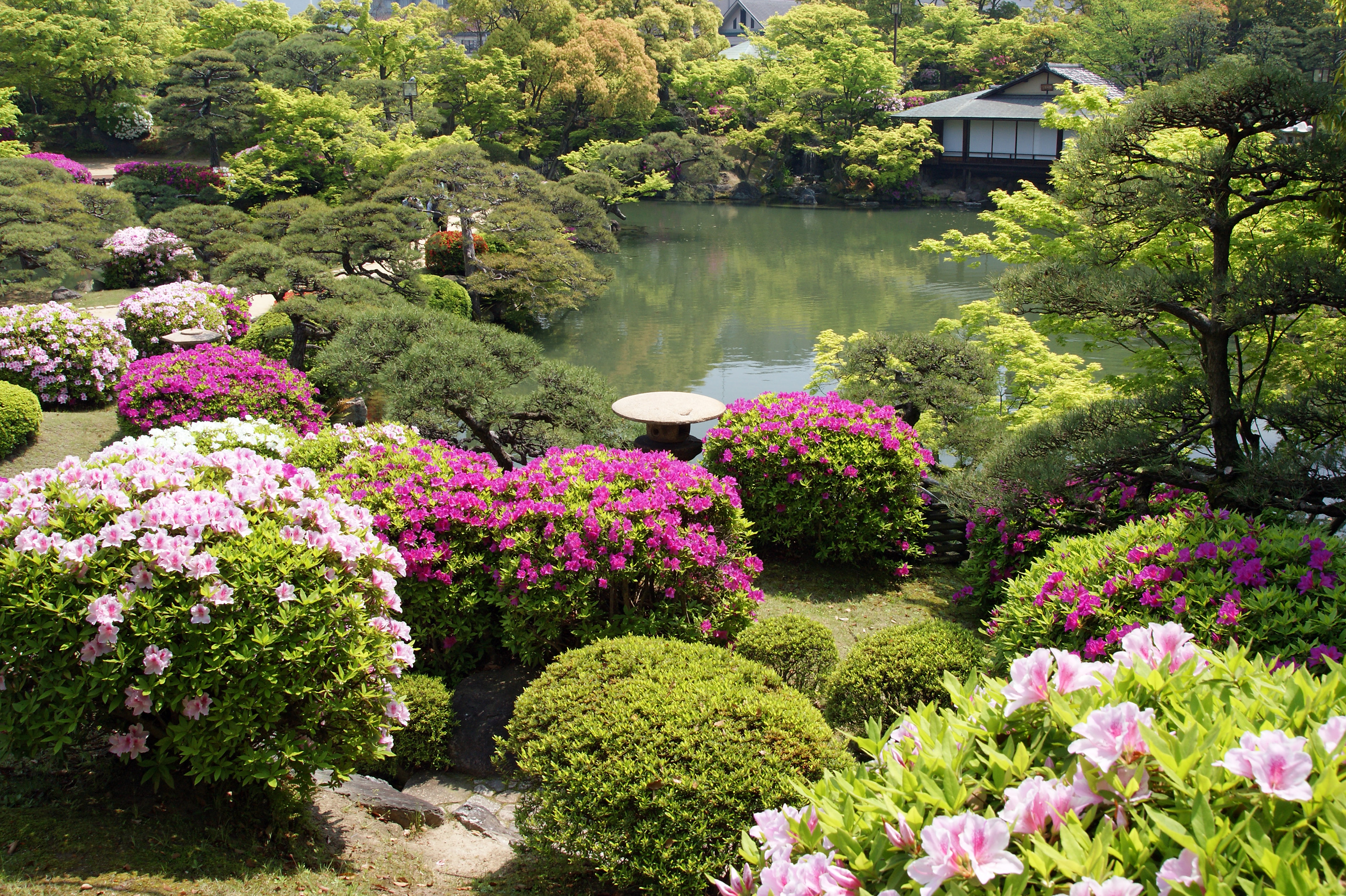
相楽園
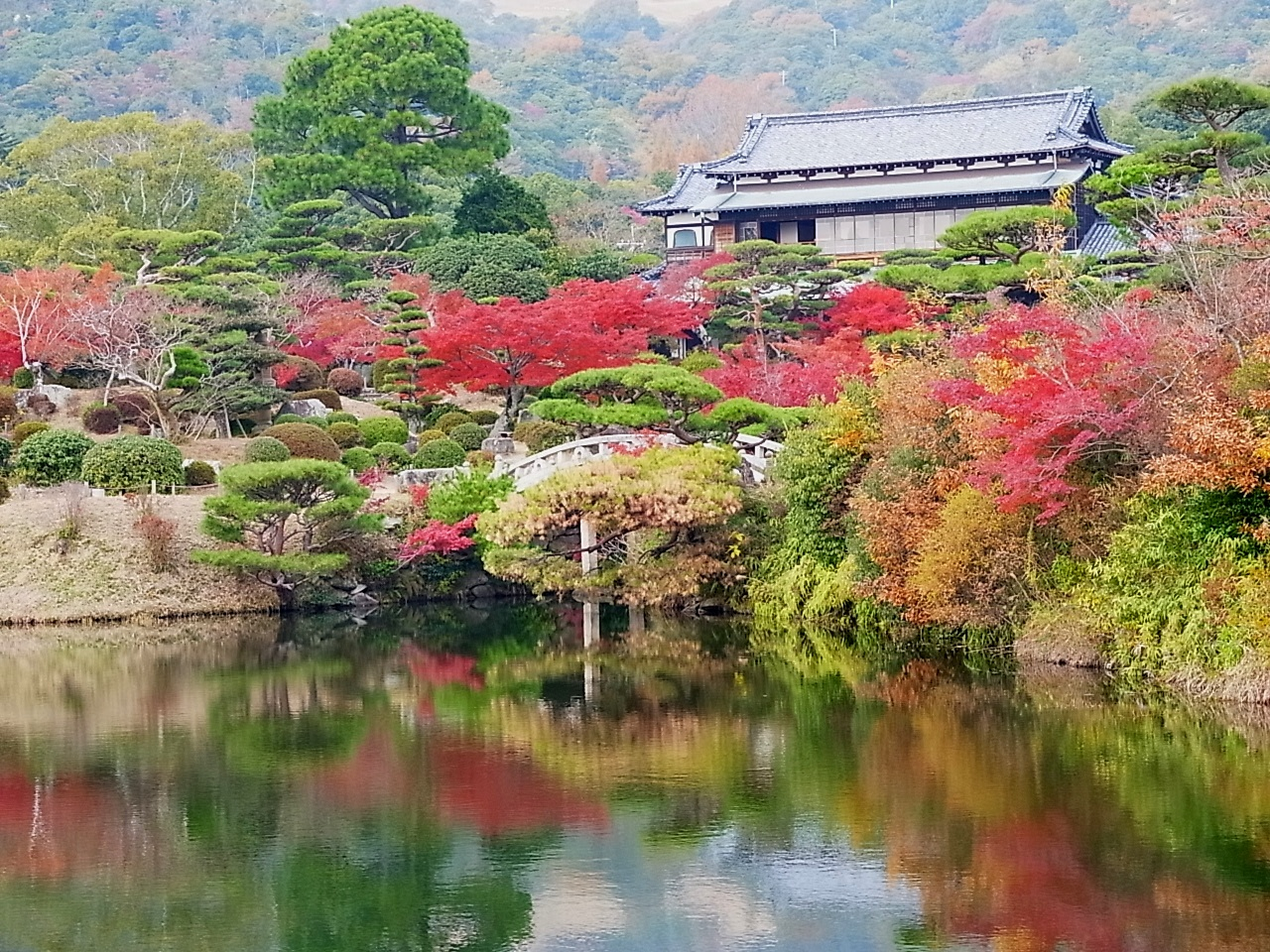
毛利氏庭園

### 昭和期
- 東福寺 方丈（京都府京都市東山区） - 重森三玲作
- 松尾大社 松風苑（京都府京都市西京区） - 重森三玲作
- 城南宮楽水苑 （京都府京都市伏見区） - 中根金作作
- 大仙公園日本庭園 （大阪府堺市堺区） - 中根金作作
- 大阪ロイヤルホテル庭園（大阪市北区) - 荒木芳邦作、日本造園学会賞受賞
- 西村屋ホテル（招月庭）庭園 （兵庫県豊岡市） - 井上卓之作、日本造園学会賞受賞
- 足立美術館 （島根県安来市） - 中根金作作。アメリカの専門誌『ジャーナル・オブ・ジャパニーズ・ガーデニング』の「優れた日本の庭園ランキング」で2003年以降、毎年グランプリを獲得
- 等々力渓谷公園内日本庭園（東京都世田谷区） -飯田十基作
- 万博記念公園日本庭園 （大阪府吹田市） - 田治六郎作。Expo '70出展作品
- 長久邸庭園（和歌山県海南市）
- 山本亭庭園（東京都葛飾区）
- 真鍋庭園 (北海道帯広市)

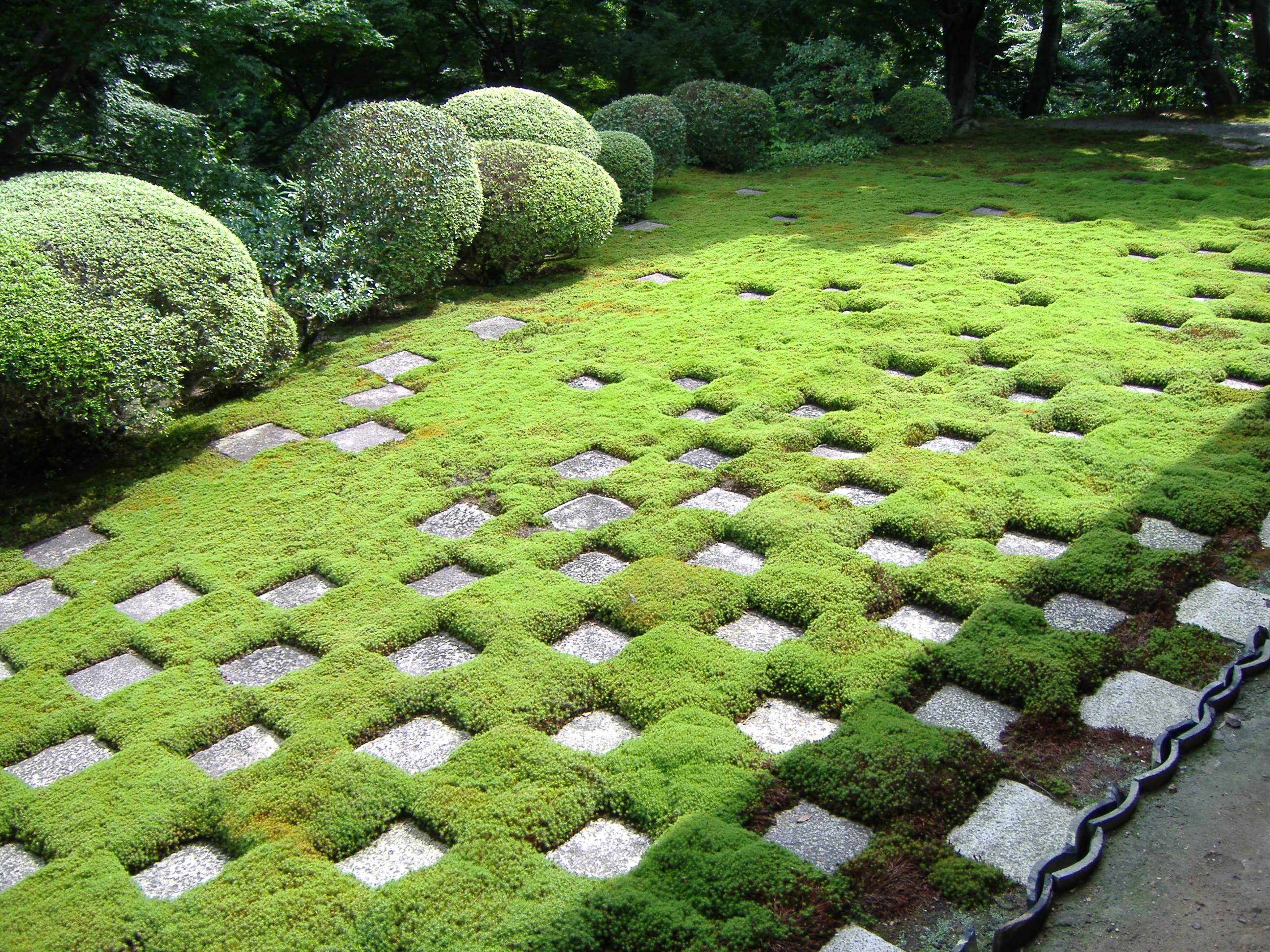
東福寺方丈庭園
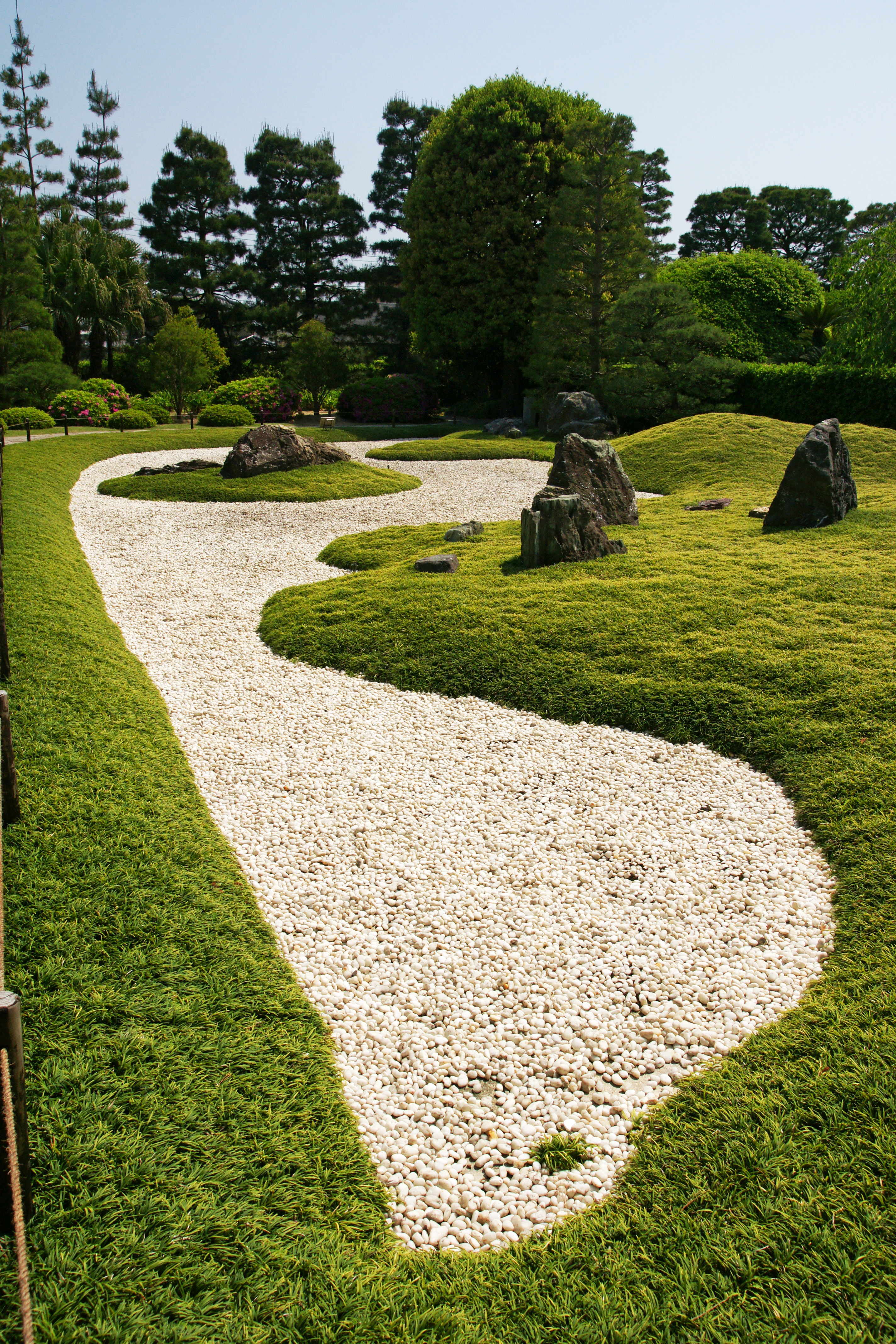
城南宮楽水苑
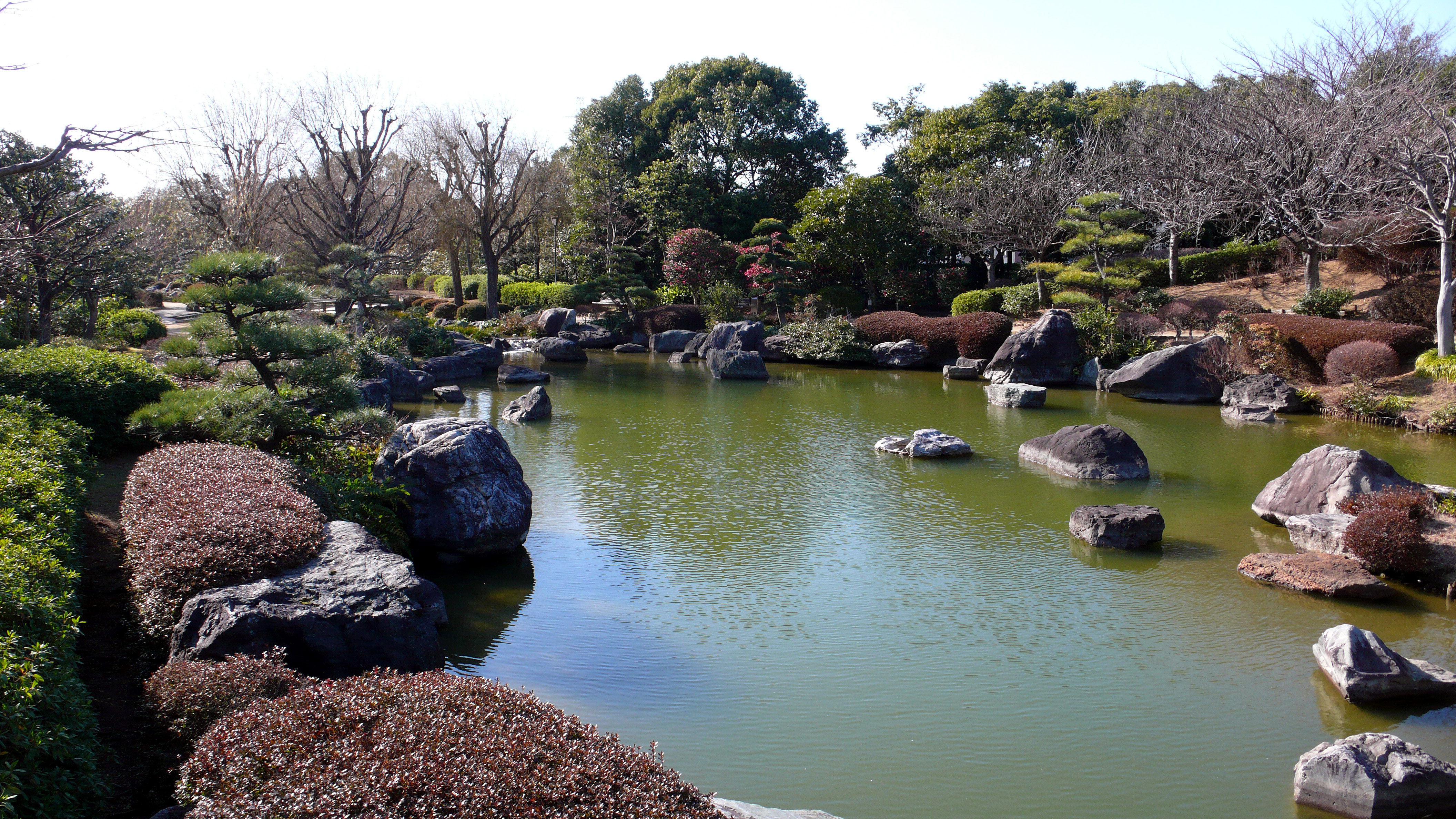
大仙公園日本庭園
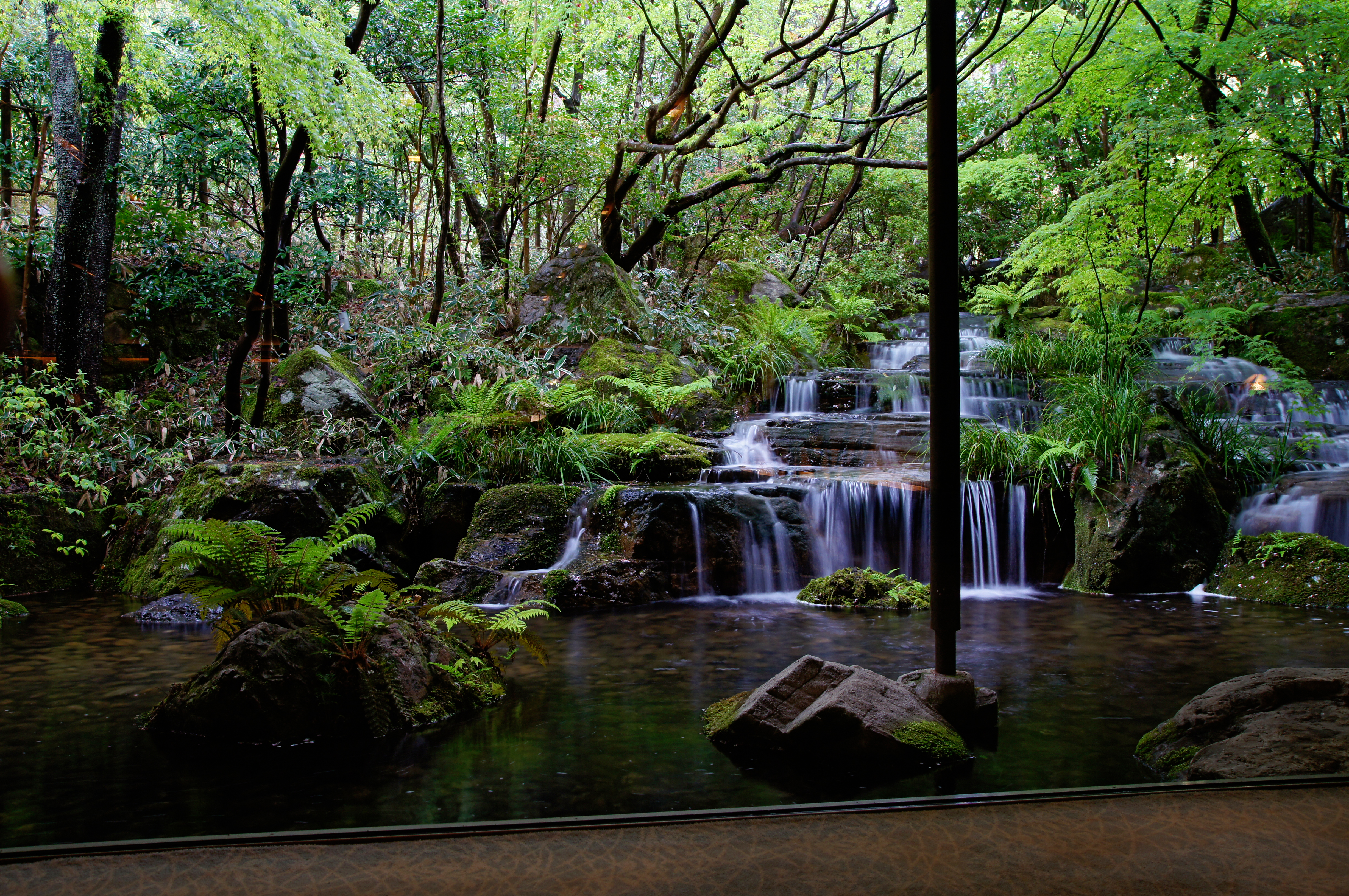
西村屋ホテル（招月庭）庭園
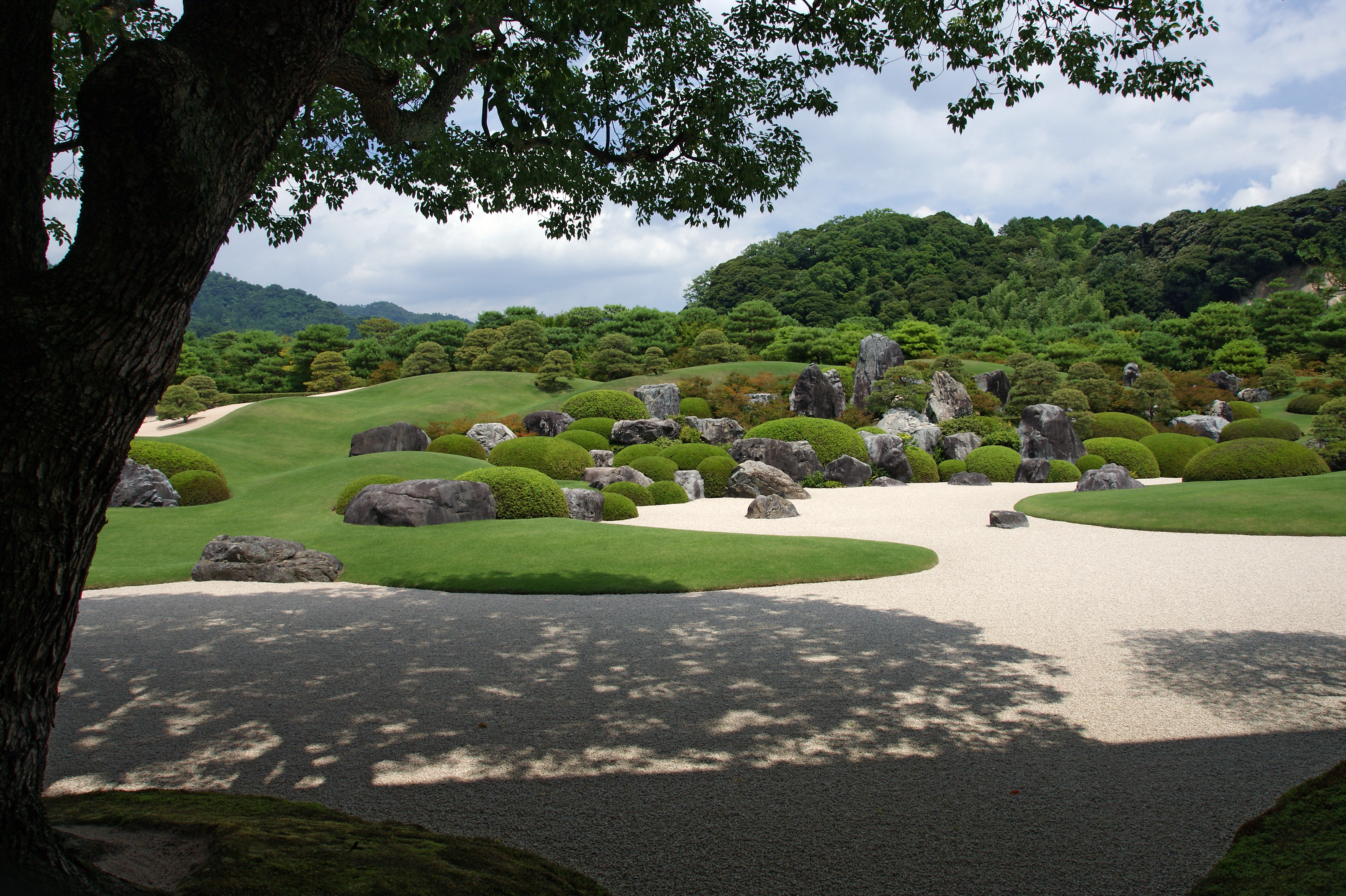
足立美術館枯山水庭
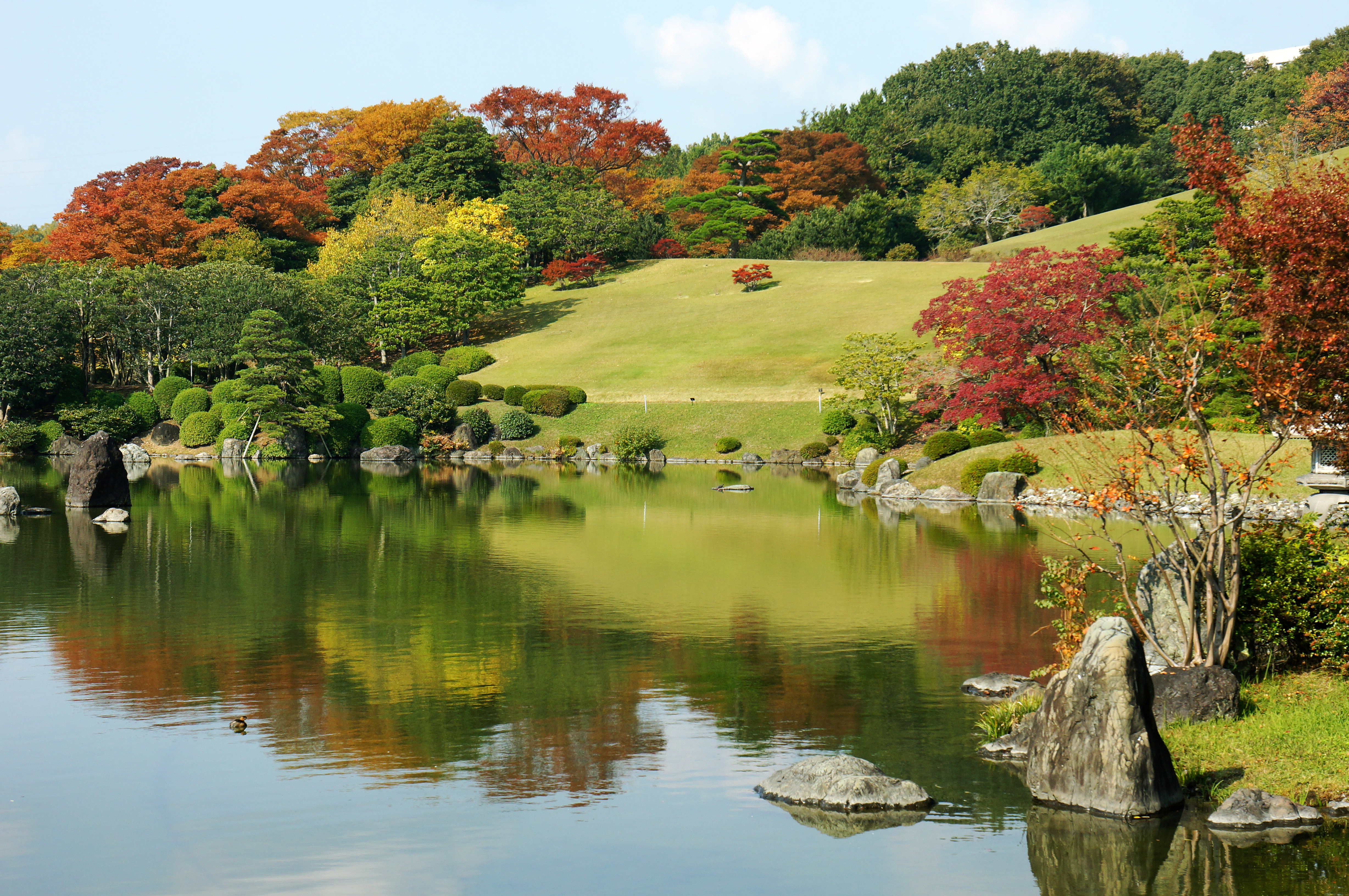
万博記念公園日本庭園

### 平成期
- 久安寺庭園「虚空園」（大阪府池田市) - 荒木芳邦作
- 好古園（兵庫県姫路市) - 中村一ほか作
- 京都迎賓館日本庭園（京都市上京区） - 三谷康彦・第16代佐野藤右衛門作、日本造園学会賞受賞
- 梅小路公園朱雀の庭（京都市下京区） - 吉田昌弘・井上剛宏作、日本造園学会賞受賞
- 金戒光明寺庭園（京都市左京区） - 植彌加藤造園作
- けいはんな記念公園水景園（京都府精華町） - 空間創研作
- 三室戸寺与楽園（京都府宇治市） - 中根金作作
- 神勝寺 禅と庭のミュージアム 無明院・洸庭・賞心庭（広島県福山市） - 中根金作作
- 三景園（広島県三原市） - 伊藤邦衛作
- 北野天満宮船出の庭曲水庭園（京都市上京区）
- 泉涌寺楊貴妃観音堂枯山水庭園（京都市東山区）
- 玉林寺庭園（東京都あきる野市）
- 徳水亭庭園（東京都板橋区）
- 昭和記念公園内日本庭園（東京都立川市)
- 高尾駒木野庭園（東京都八王子市）
- 帰真園（東京都世田谷区二子玉川公園内）
- 浄妙寺庭園（神奈川県鎌倉市）
- 長寿寺庭園（神奈川県鎌倉市）
- 報国寺(竹寺)庭園（神奈川県鎌倉市）
- 長谷寺写経場書院枯山水庭園（神奈川県鎌倉市）
- 城山公園日本庭園（神奈川県綾瀬市）
- CIAL鶴見屋上庭園清風苑（横浜市鶴見区）
- 洞光院石庭（愛知県尾張旭市）
- 聚楽園公園嚶鳴庵庭園（愛知県東海市）
- 旧近衛邸枯山水庭園（愛知県西尾市）
- 哲学たいけん村無我苑（愛知県碧南市）
- 白鳥庭園（名古屋市熱田区）
- 興正寺竹翠亭庭園（名古屋市昭和区）
- 修善院石庭（広島県世羅町）
- 仙石庭園（広島県東広島市）

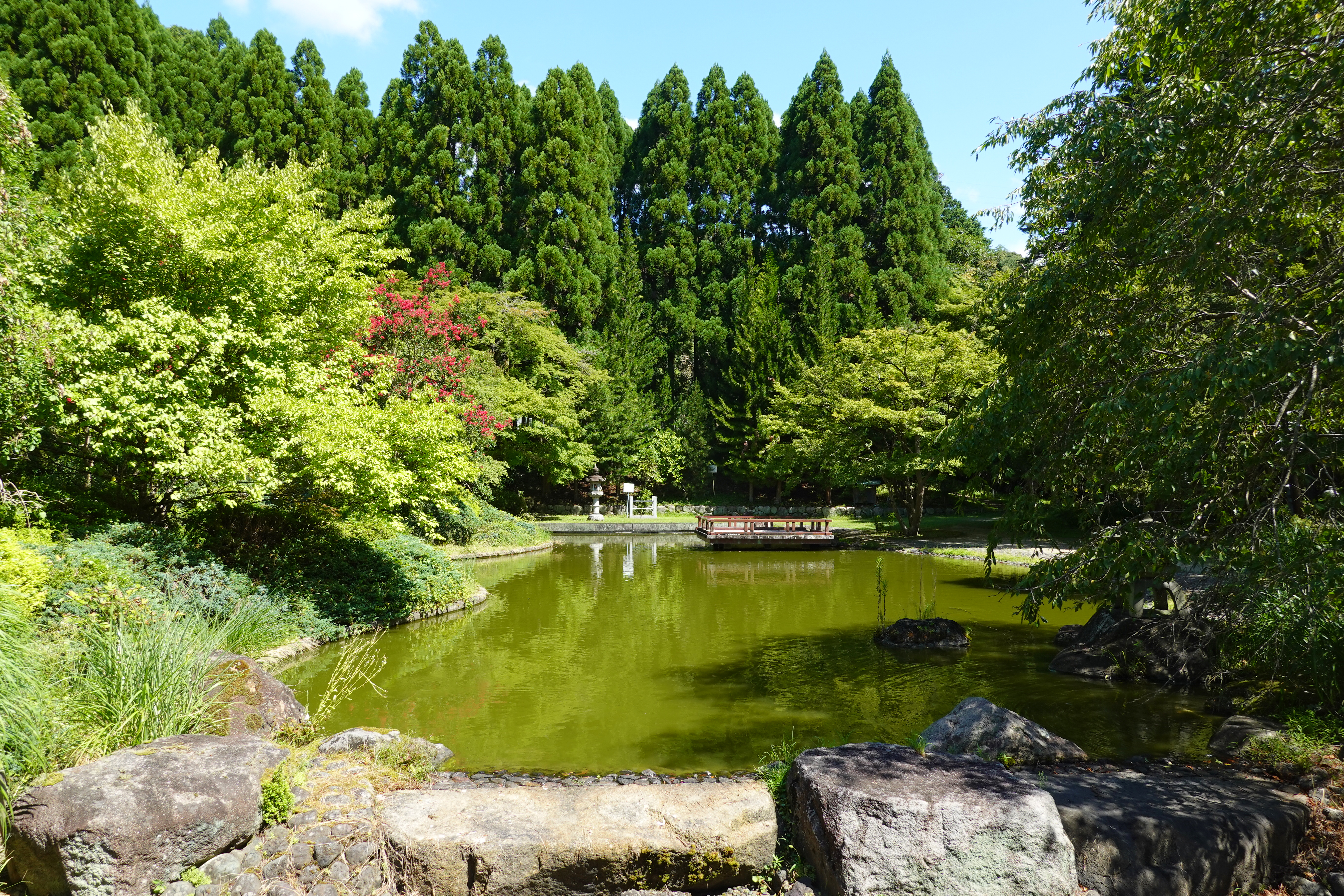
久安寺庭園「虚空園」
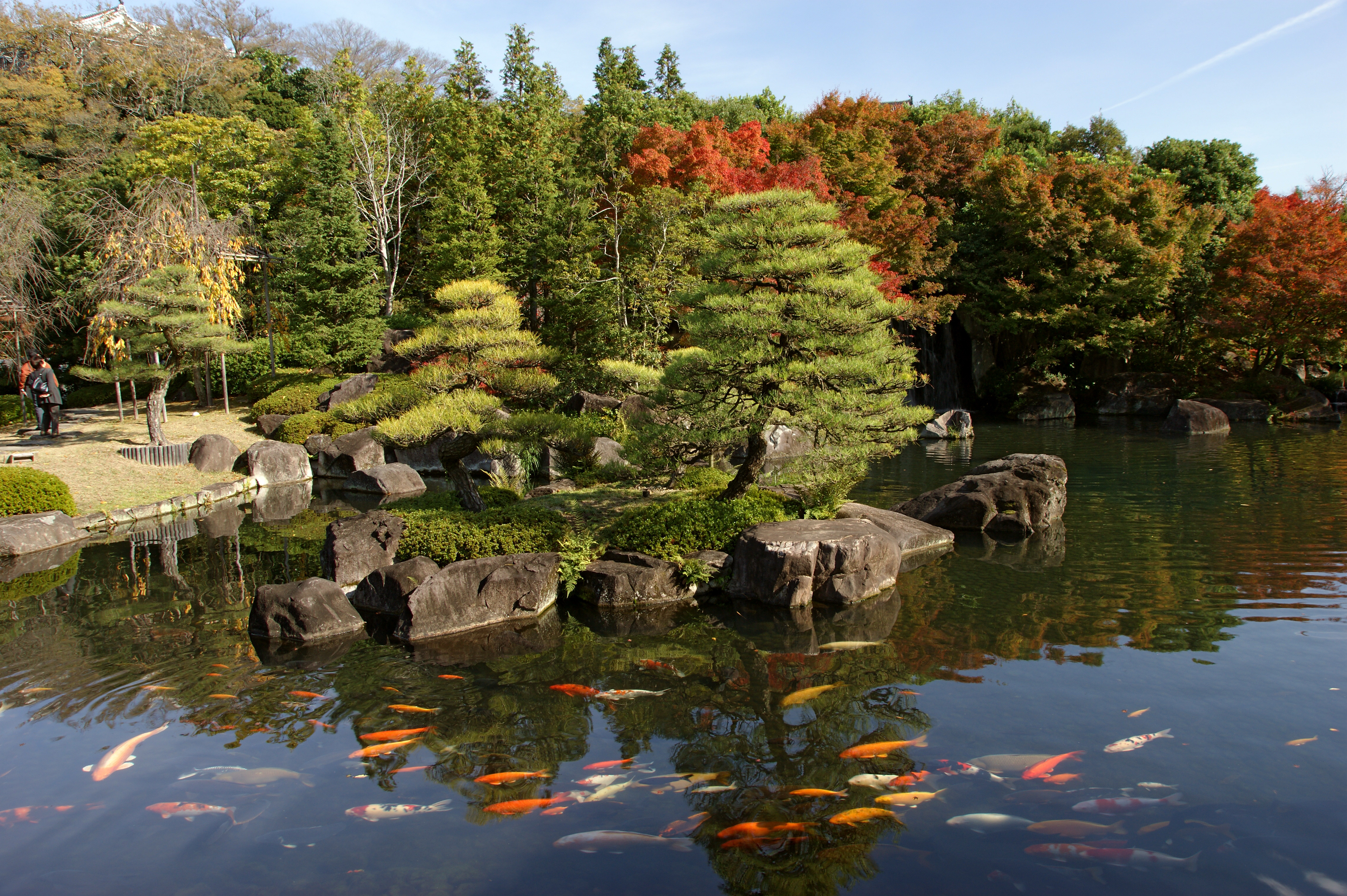
好古園
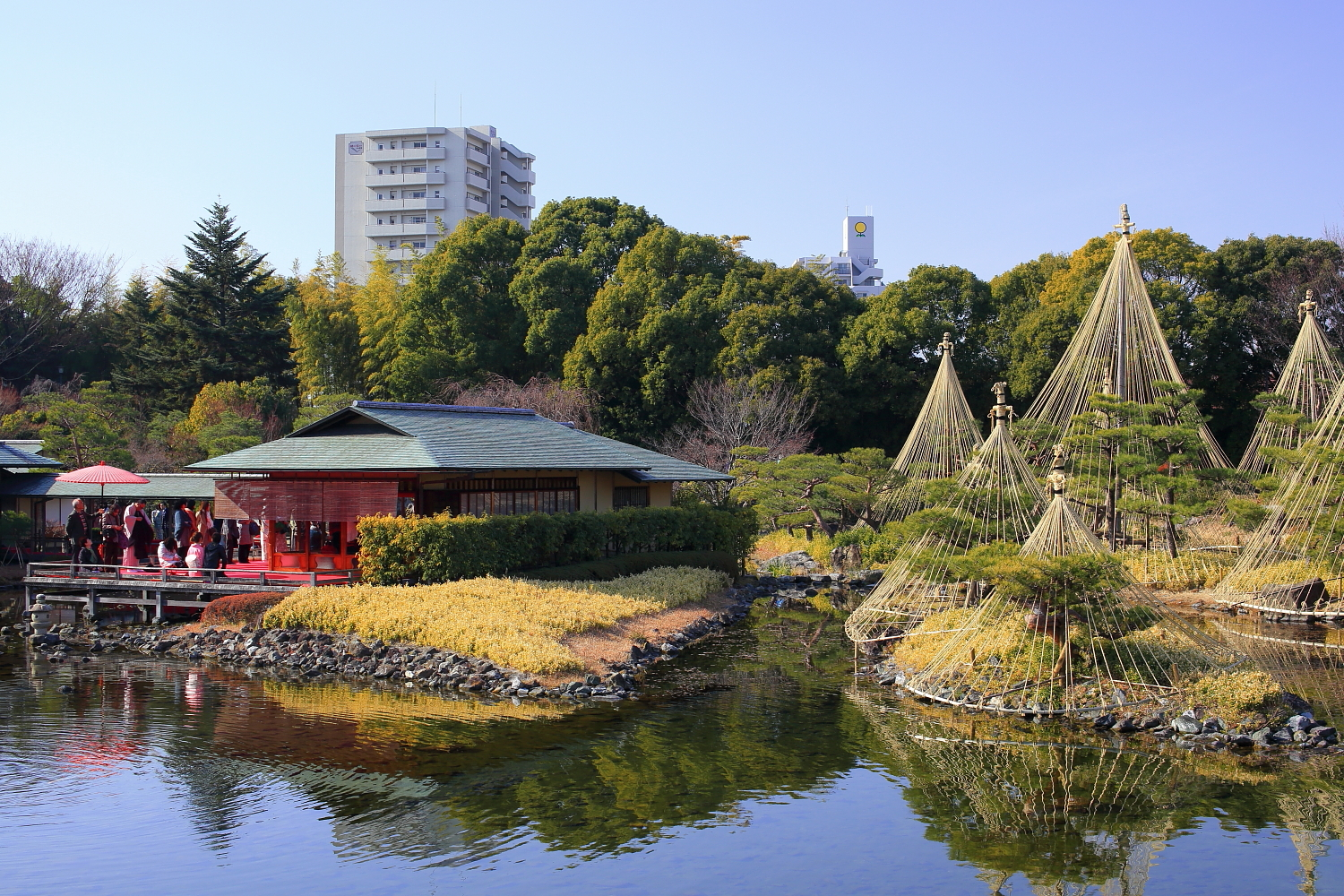
白鳥庭園
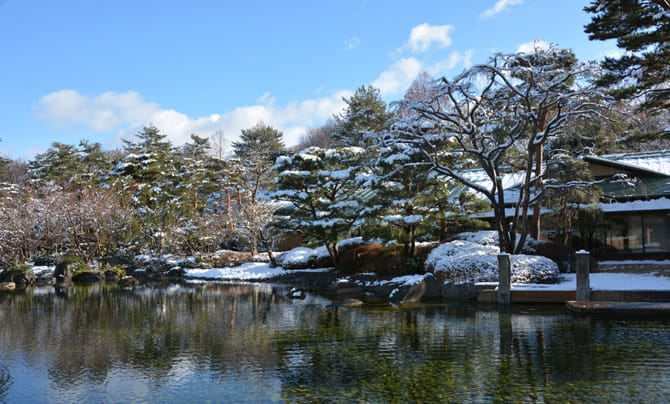
京都迎賓館日本庭園
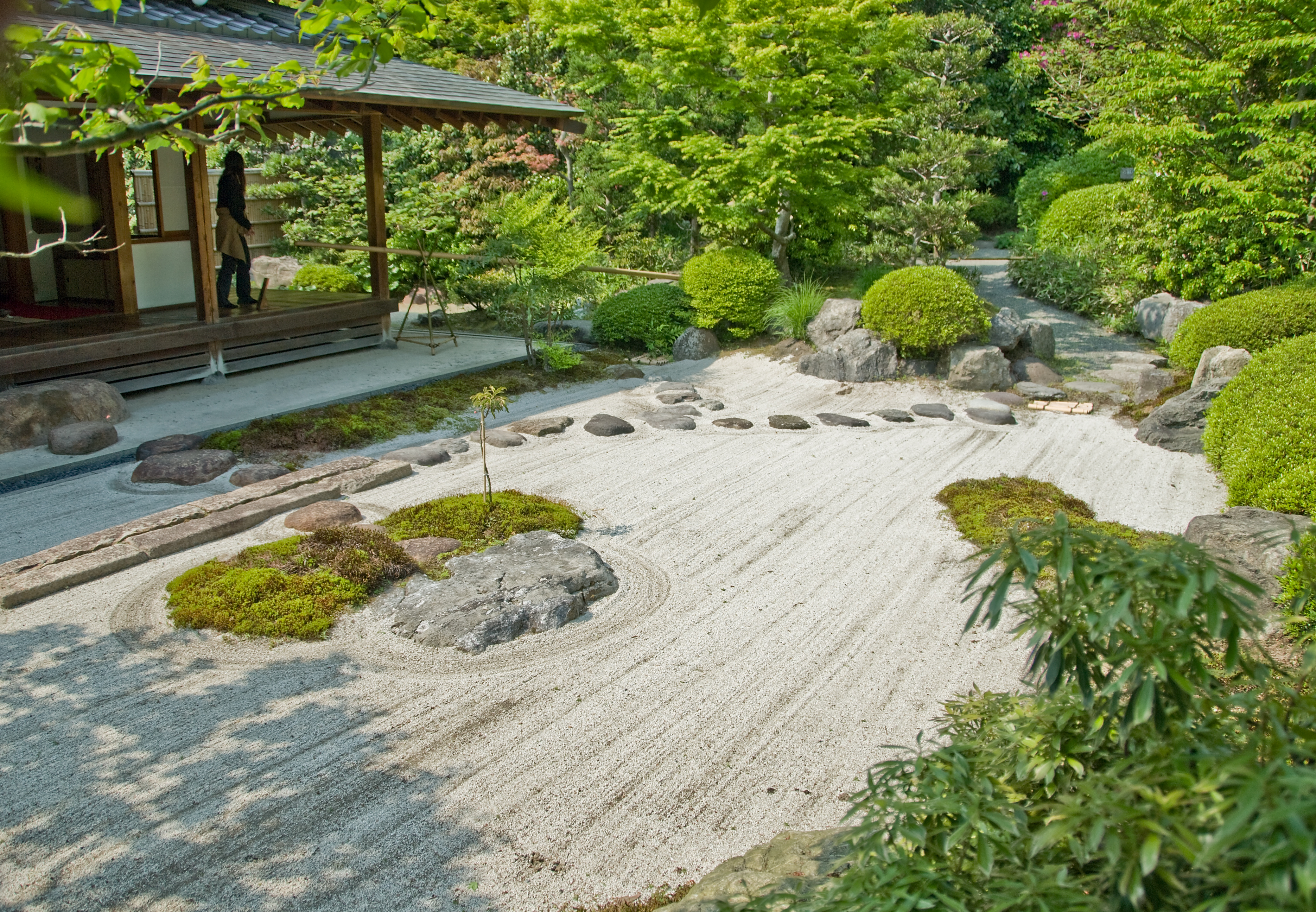
浄妙寺枯山水庭園
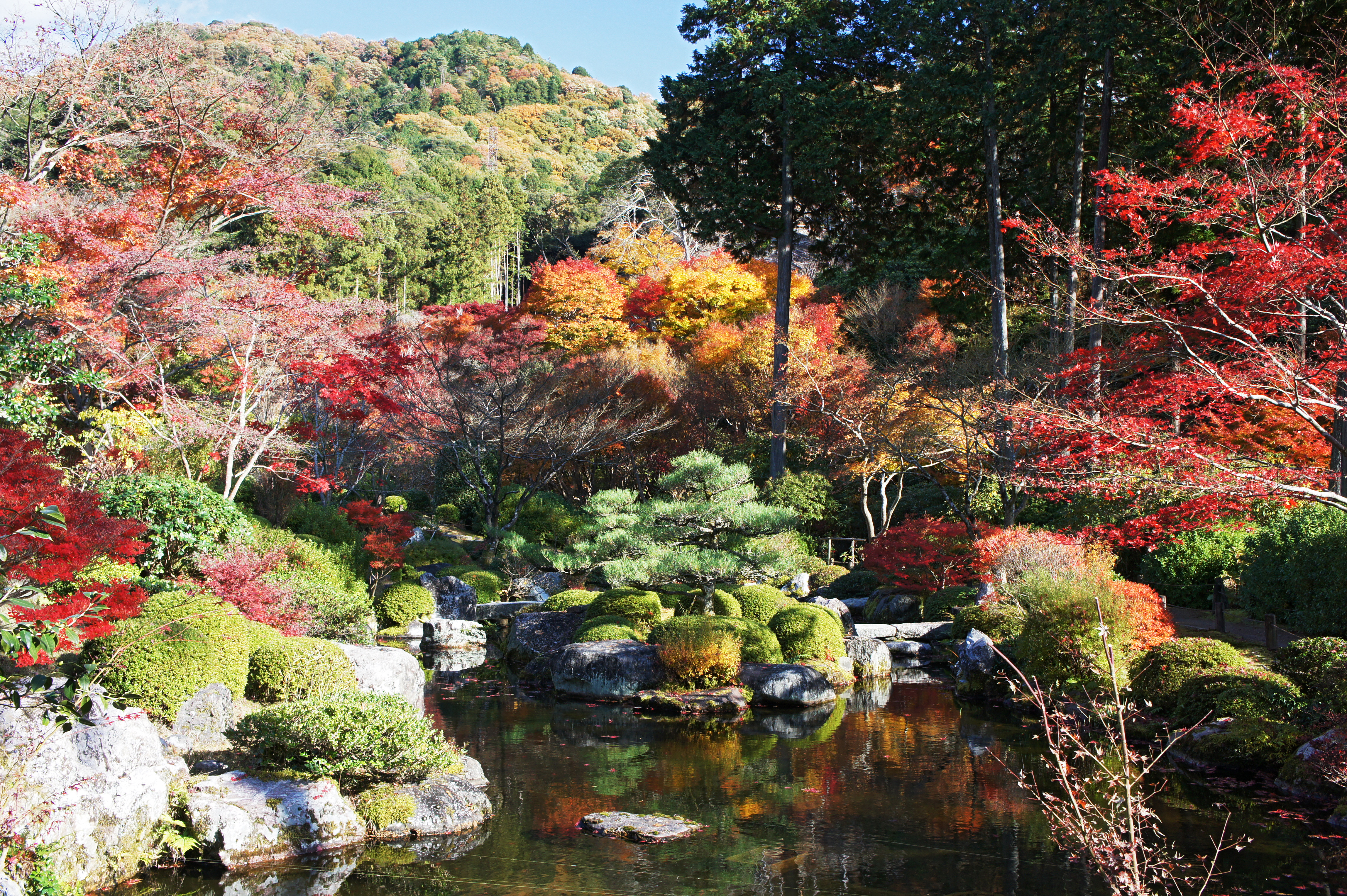
三室戸寺庭園与楽園
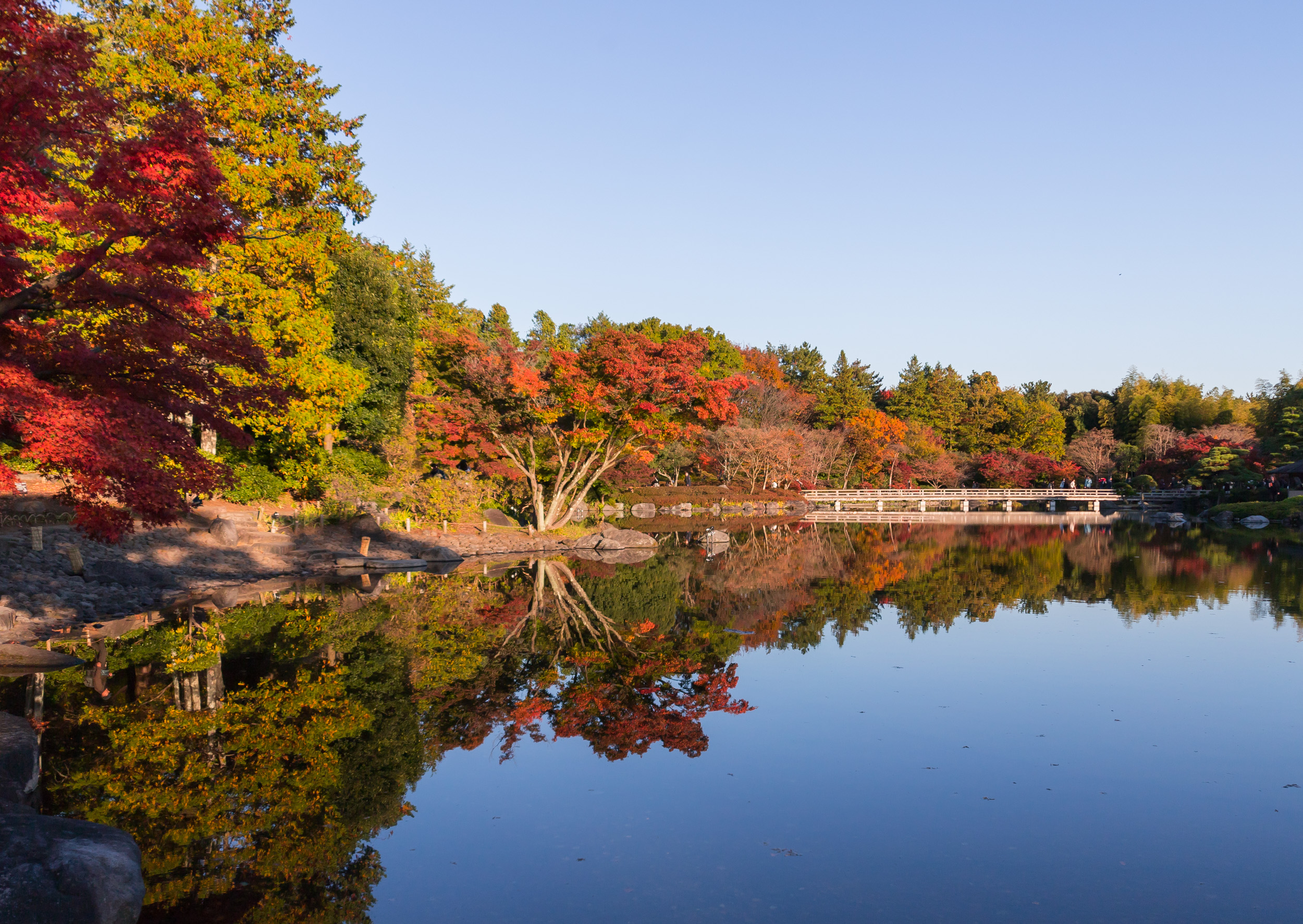
昭和記念公園内日本庭園

## 日本国外への影響

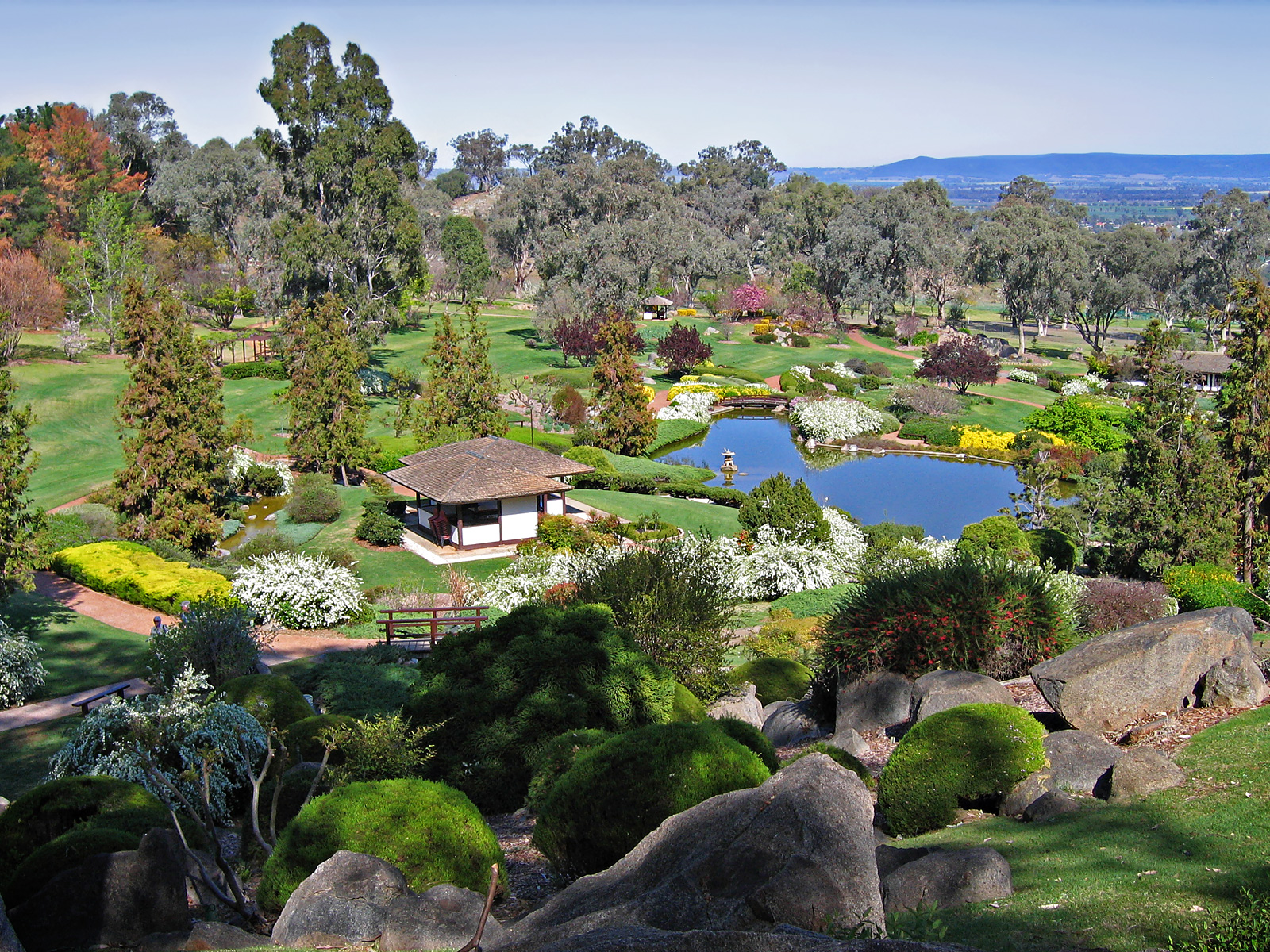
オーストラリア・カウラの日本庭園

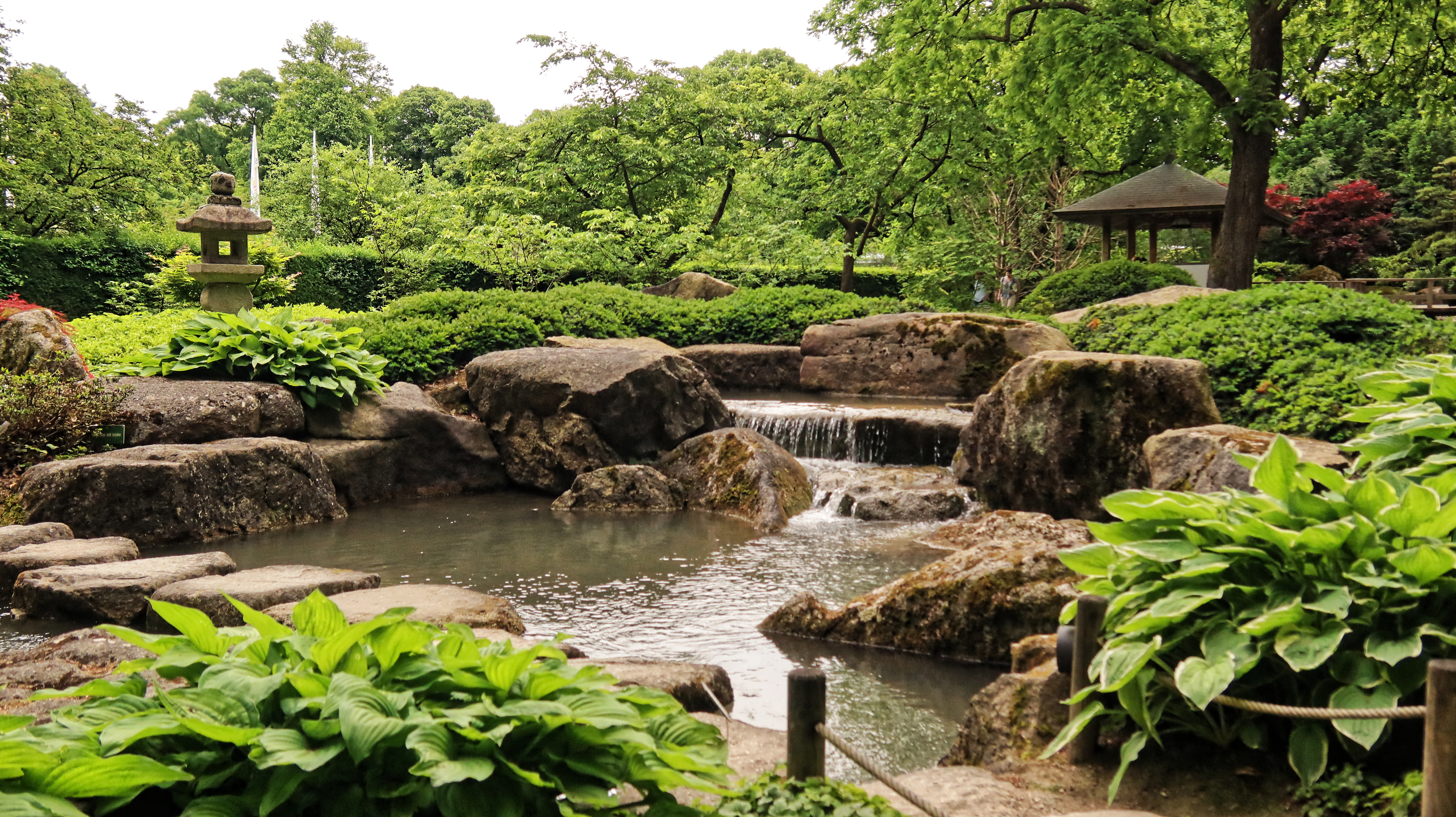
ドイツ・アウクスブルク 日本庭園（荒木芳邦作）

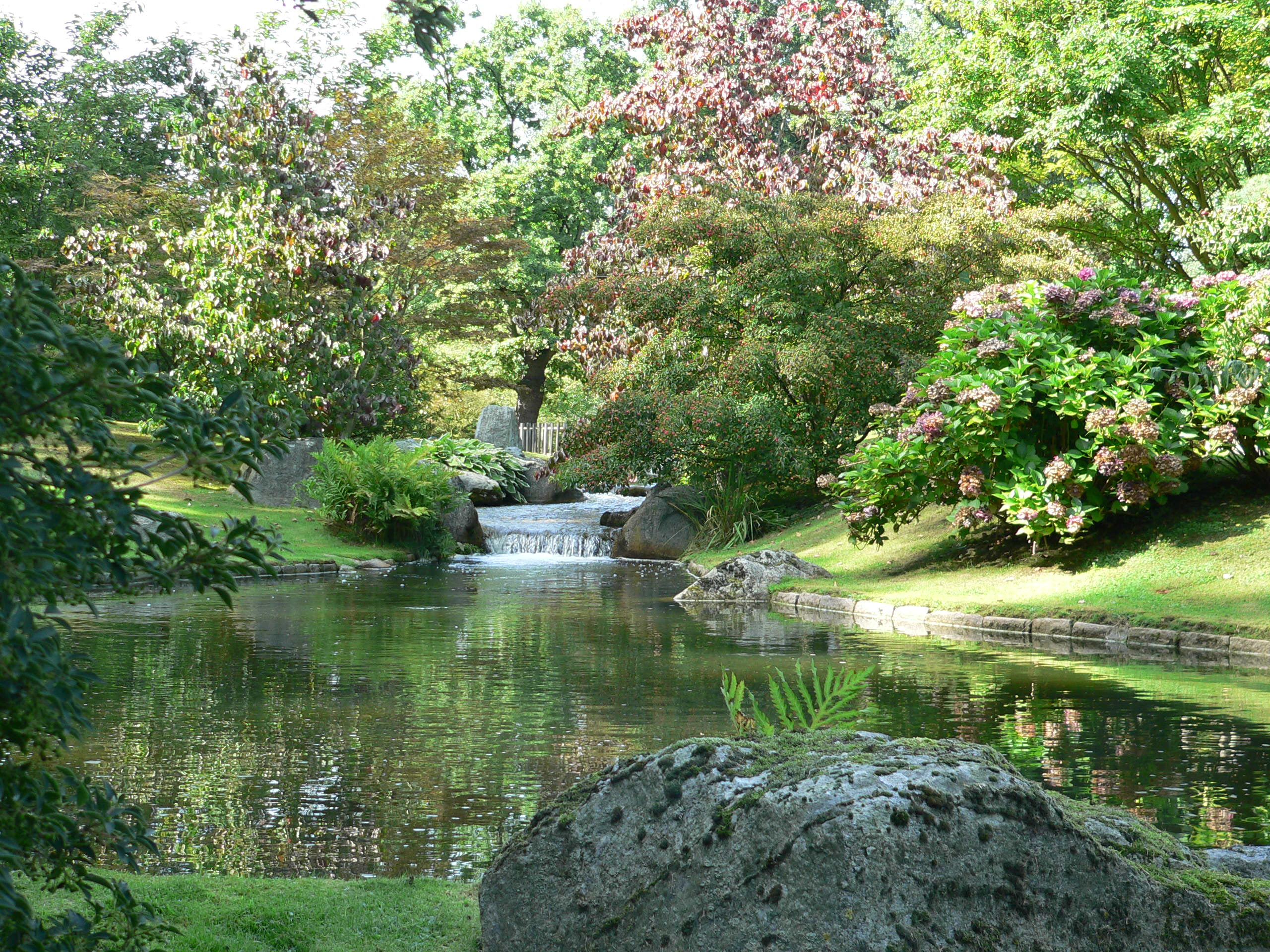
ベルギー・ハッセルトの日本庭園（井上卓之作）

19世紀後半、欧米圏ではジャポニスムの流行とともに、庭石・太鼓橋・灯篭・茶室などを配した日本風の風景式庭園がつくられるようになった。現地の作庭家が日本をイメージして奔放に制作したものもあれば、日本から作庭家・職人を招いて制作したものもあるが、いずれも「日本庭園」（Japanese Garden）と称される。
1867年のパリ万国博覧会は日本（江戸幕府・薩摩藩・佐賀藩）が初参加した万博であったが、このときに日本庭園が制作されて以来、欧米で開催された万博において日本庭園は日本の出展物の目玉の一つであった。ヨーロッパでは貴族や富豪が日本風庭園を作るようになり、北米大陸でも公園の一角に日本風庭園や茶亭が制作されるようになった。この時期、ヨーロッパで活動した日本人庭師に畑和助ら、北米で活動した日本人庭師に岸田伊三郎らがいる。
お雇い外国人として来日していたイギリス人建築家ジョサイア・コンドルは、1893年に『日本庭園入門』（Landscape gardening in Japan）をケリー・アンド・ウォルシュ社から出版した。日本庭園の沿革から構成方法いたるまでを小川一真の撮影による写真を多く用いて視覚的にもわかりやすくまとめたもので、コンドルは、日本の庭園造形は周囲の自然風景の特徴ある部分を選び出してレ・プレゼントしたものである、と説明している。この本はイギリスのほか上海やシンガポールでも販売され、児玉実英によると、当時この本を参考にアメリカなど海外で日本庭園が実際に造られたとされる。第二次世界大戦後はアメリカで復刻され、現在でも講談社インターナショナルで復刻版が刊行されている。
イギリス人植物学者レジナルド・ファラーは日本やアジア諸国の植物採集旅行をする中で日本の庭園に惹かれ、その経験がロックガーデンの造園法に関する著書に反映されている。
また、戦前の日本造園学会や日本庭園協会、日本造園士会の設立などにも井下清らとともに重要な役割を果たす龍居松之助は造園史の研究と教育の傍らで庭園に関する多くの著作を英訳し、海外への紹介につとめている。第二次世界大戦後は、姉妹都市間の交流の一環などとして新たに日本人作庭家の設計による日本庭園も作られていく。またアメリカ合衆国では、日本庭園愛好者のための専門誌も発行されている。